# Географія Маврикію
Маврикій — східноафриканська острівна країна, що знаходиться в акваторії Індійського океану на схід від острова Мадагаскар . Загальна площа країни 2 040 км² (181-ше місце у світі), з яких на суходіл припадає 2 030 км², а на поверхню внутрішніх вод — 10 км². Площа країни у 4 рази менша за площу Чернівецької області України. 

## Назва
Офіційна назва — Республіка Маврикій, Маврикій (англ. Mauritius; гінді मरेशस). Назва країни походить від назви найбільшого острова в складі держави — Маврикію. Арабські мореплавці, що відкрили цей острів, дали йому назву Діна Аробі. Європейцями острів був відкритий на початку XVI століття португальським мореплавцем Дієгу Фернандішем і названий ім'ям одного з суден, Сішна, що в перекладі з португальської означає лебідь. У 1598 році острів був захоплений голландцями і названий на честь тогочасного штатгальтера країни, полководця принца Моріца Оранського (1567—1625), за латинською формою, Мавритіус (лат. Mauritius). З 1715 року острів захопила Франція й перейменовала його на Іль-де-Франс (фр. lie de France), тобто Французький острів. 1810 року острів захоплений Англією, повернуто назву Маврикій (англ. Mauritius).

## Історія дослідження території
Маврикій був відкритий у X столітті арабами. На початку XVI століття, 1505 року на ньому висадилися португальці під проводом Педру Маскаренаса. 1598 року була розпочата його колонізація голландцями, острів отримав назву за латинською формою імені принца Моріца Оранського, графа Нассау.

## Географічне положення

Карта Маврикію від ООН

Порівняння розмірів території Маврикію та США

Маврикій — східноафриканська острівна країна, що не має сухопутного державного кордону і лежить на схід від Мадагаскару (850 км). На південному заході від Маврикію лежить острів Реюньйон, що належить Франції; на північний захід Сейшельські та Коморські Острови, острів Майотта (Франція); архіпелаг Чагос Великою Британією включено до складу Британської Території в Індійському Океані. Територія Маврикію з усіх сторін омивається водами Індійського океану. Загальна довжина морського узбережжя 177 км. Вигідне геополітичне положення дозволяє контролювати з острова не тільки акваторію західної частини Індійського океану, але й східне узбережжя Африки (2,2 тис. км) й південне Азії (4 тис. км на північний схід).
Згідно з Конвенцією Організації Об'єднаних Націй з морського права (UNCLOS) 1982 року, протяжність територіальних вод країни встановлено в 12 морських миль (22,2 км) від прямих ліній визначених архіпелажних вод. Виключна економічна зона встановлена на відстань 200 морських миль (370,4 км) від узбережжя. Континентальний шельф — 200 морських миль (370,4 км) від узбережжя, або до континентальної брівки (стаття 76).

### Час
Час у Маврикії: UTC+4 (+2 години різниці часу з Києвом).

## Геологія
Головний острів країни вулканічного походження. Складається, головним чином, з базальтових лав, вулканічних туфів, коралового вапняку. Острів Маврикій, як частина вулканічних Маскаренських островів, з'явився з-під води 7 млн років тому, після чого північну частину острова почала формувати вивержена лава з сучасного центрального масиву. Вулканізм на острові вщух 0,1 млн років тому. кратери згаслих вулканів: Бас-Бланк, Канака, найбільший — Тру-о-Серф (діаметр 370 м, глибина 100 м) в масиві Гран-Басен. Прояви вулканічної діяльності в сучасну епоху можна побачити на південно-західному узбережжі в ущелині Ле-Суфлер працює гейзер.

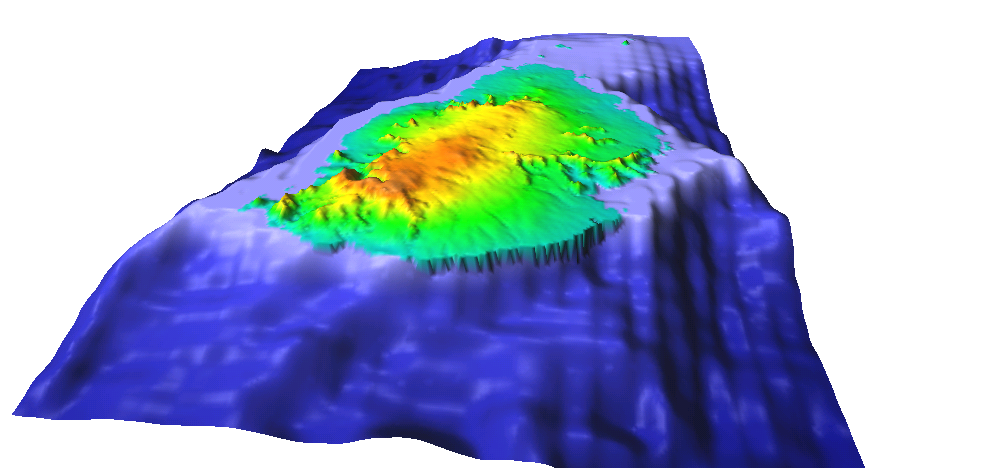
3D-моделювання підводної частини острова Маврикій
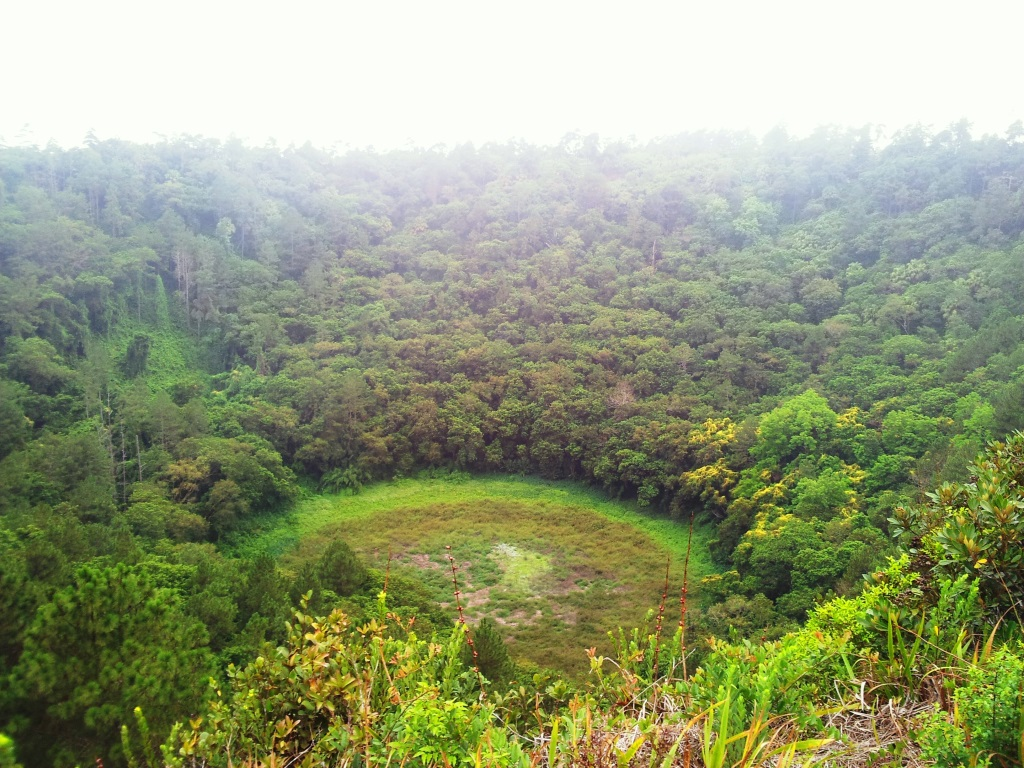
Кратер згаслого вулкана Тру-о-Серф

### Корисні копалини
Надра Маврикію не багаті на корисні копалини, розвідані запаси і поклади відсутні.

## Рельєф
Середні висоти — дані відсутні; найнижча точка — рівень вод Індійського океану (0 м); найвища точка — гора Мон-Пітон (828 м). Головний острів вулканічний, оточений кораловими рифами, має овальну форму, який простягнувся на 65 км з півночі на південь, і на 48 км із заходу на схід. Рельєф Маврикію складний гористий. На півночі розташована порізана пагорбами рівнина, яка поступово піднімається і переходить в Центральне плато (600 м), на якому розташовані колишні кратери згаслих вулканів: Бас-Бланк, Канака, Тру-о-Серф. Центральне плато різко обривається до південного і західного узбережжя. На острові виділяються кілька гірських хребтів, орієнтованих з сходу на захід: на північному заході гірський ланцюг Мока (найвища точка — гора Пітер-Бот, 820 м), один з відрогів якого охоплює півкільцем зі сходу і півночі місто Порт-Луї; на південному заході гірські ланцюги Тамарен, Саван і Рів'єр-Нуар (найвища точка країни Пітон-де-ля-Петіт-Рив'єр-Нуар, 828 м). Хребет Бамбу (найвища точка — гора Морн-дю-Гранд-Порт, 455 м) простягнувся від міста Кьюр-Пайп на Центральному плато до середини східного узбережжя. На північ від хребта Бамбу лежить гірський ланцюг Бланш (найвища точка — гора Бланш, 531 м). Нижні схили гір Маврикію вкриті густою рослинністю, вершини закінчуються скелястими піками. На захід від Пітер-Бота височить пік Ле-Пус (812 м), який нагадує витягнутий великий палець, на південний захід виділяються вершини Монтань-дю-Ремпар (771 м), Корп-де-Гард (719 м) і Пітон-де-ла-Саван (705 м).

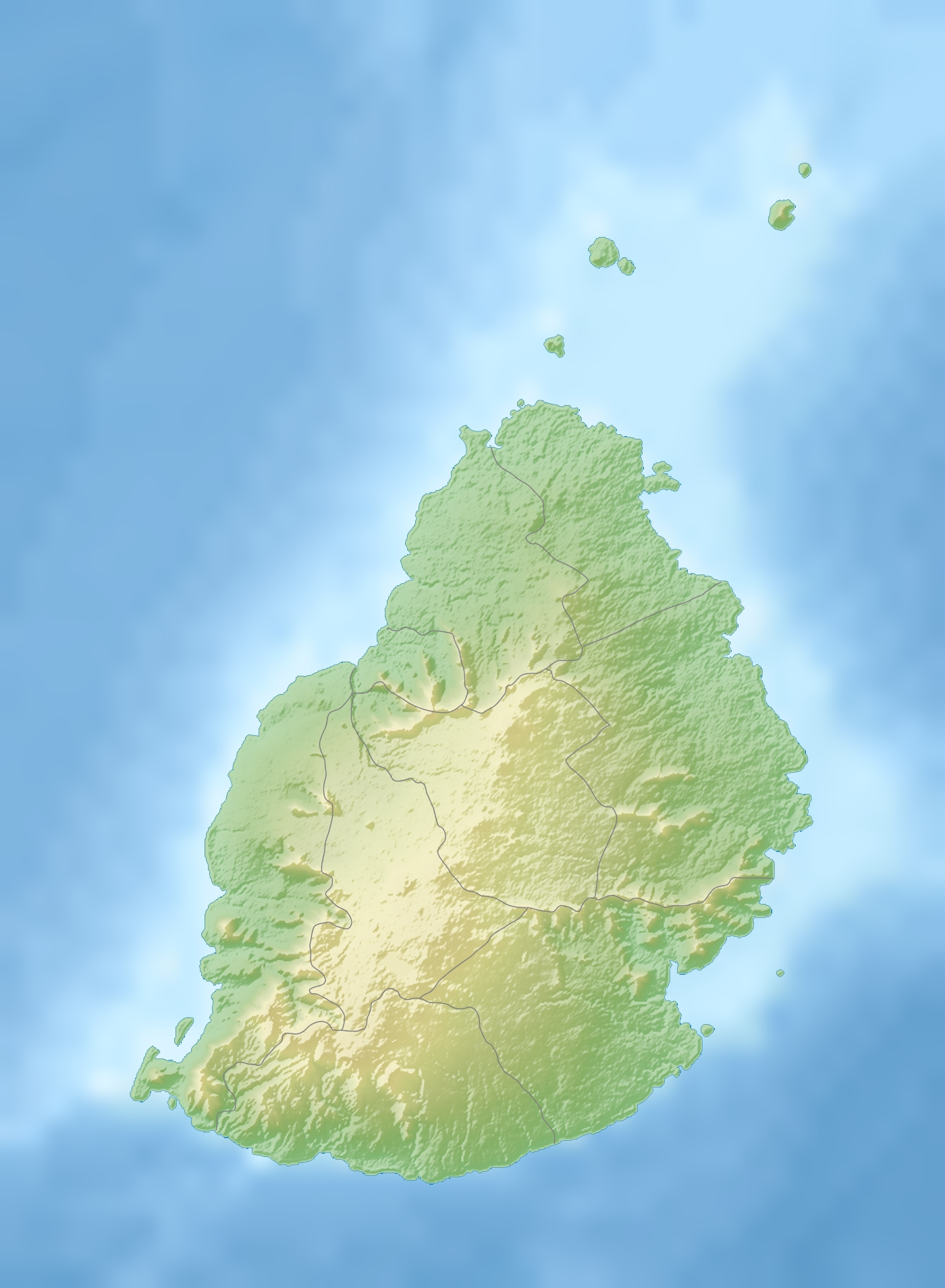
Рельєф Маврикію
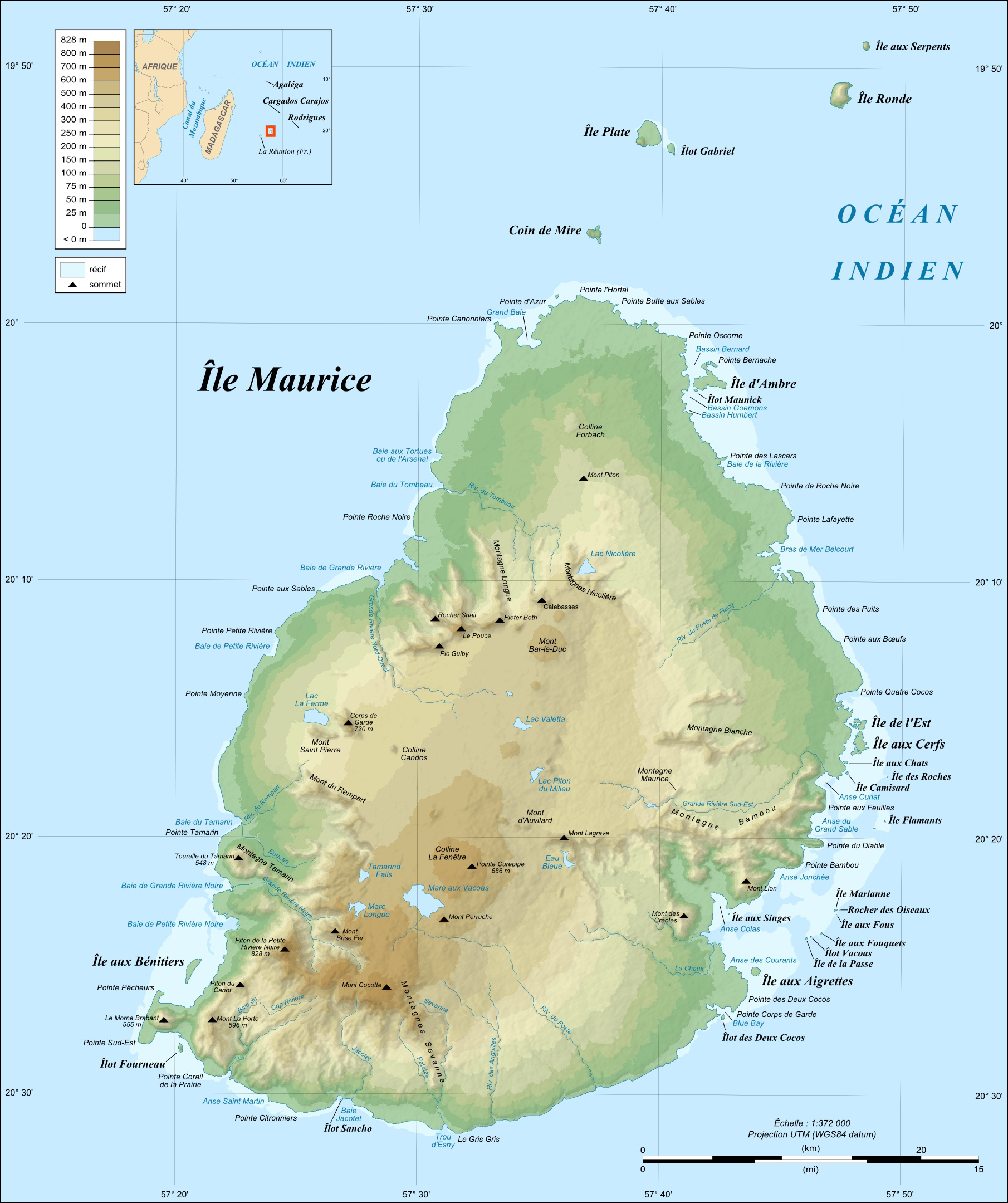
Гіпсометрична карта Маврикію (фр.)
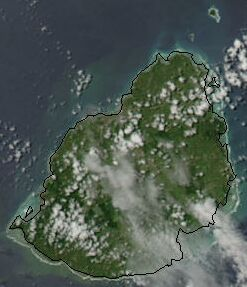
Супутниковий знімок поверхні країни
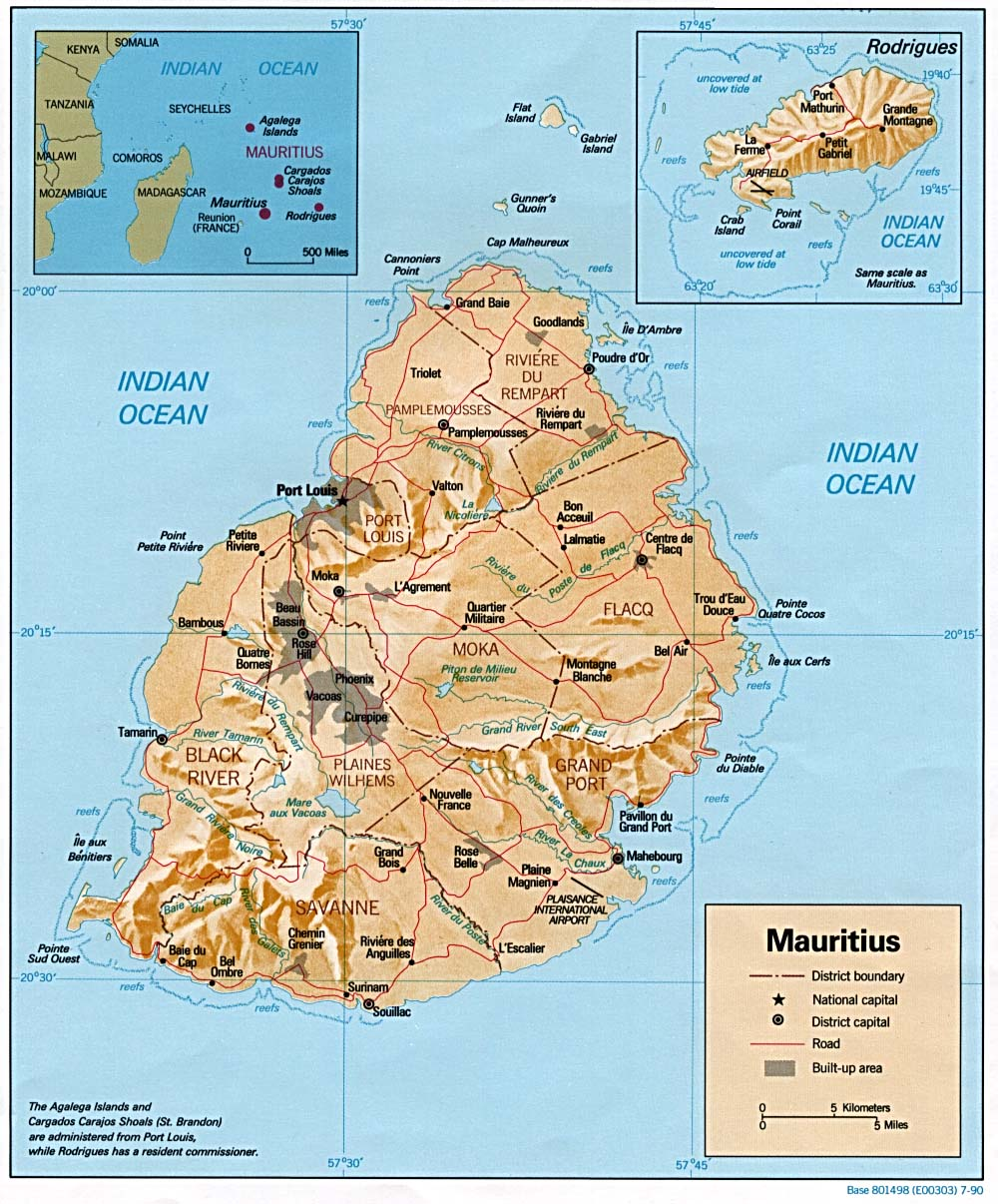
Карта країни (англ.)

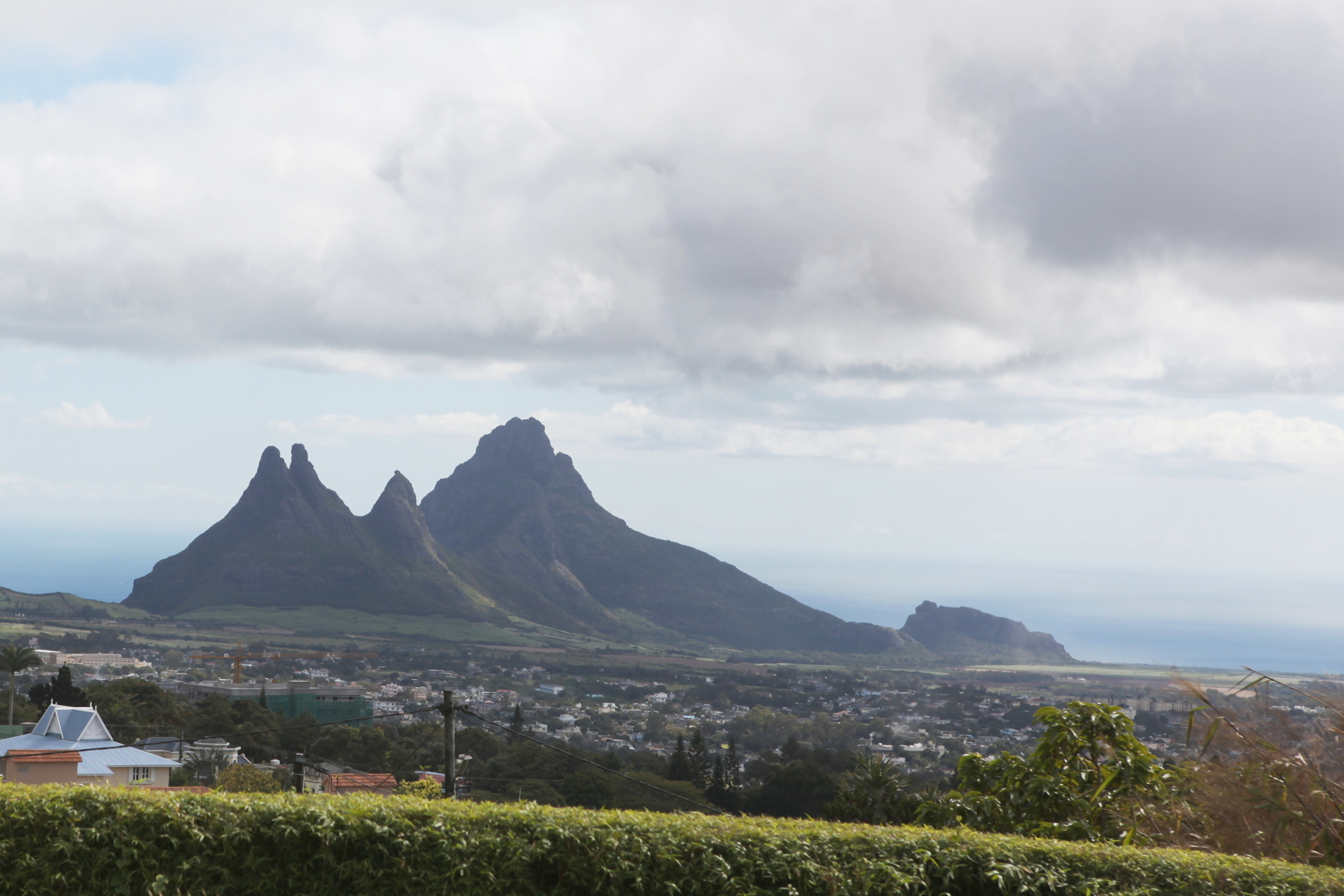
Гора Мон-Пітон
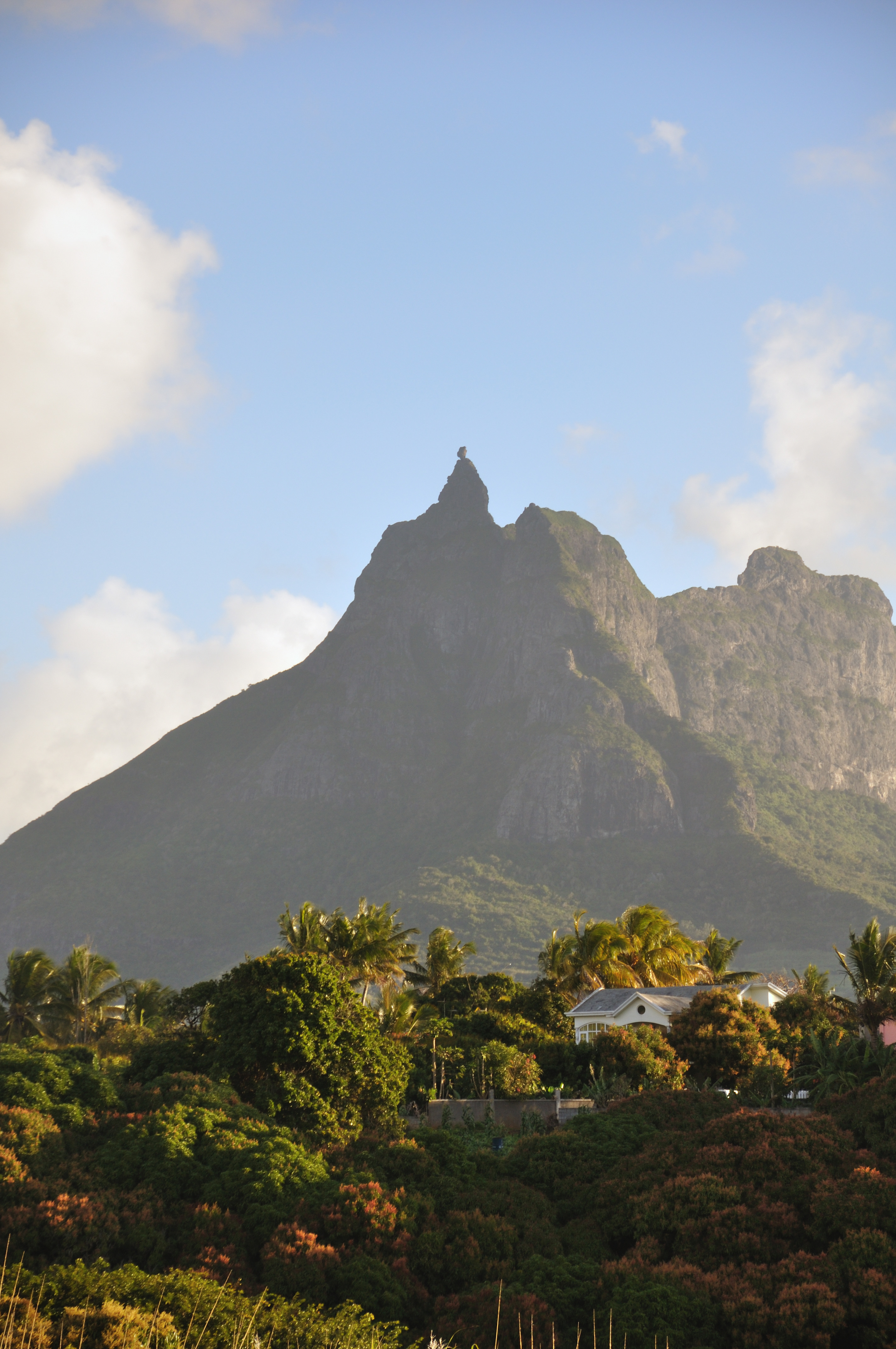
Гора Лонг-Маунтін
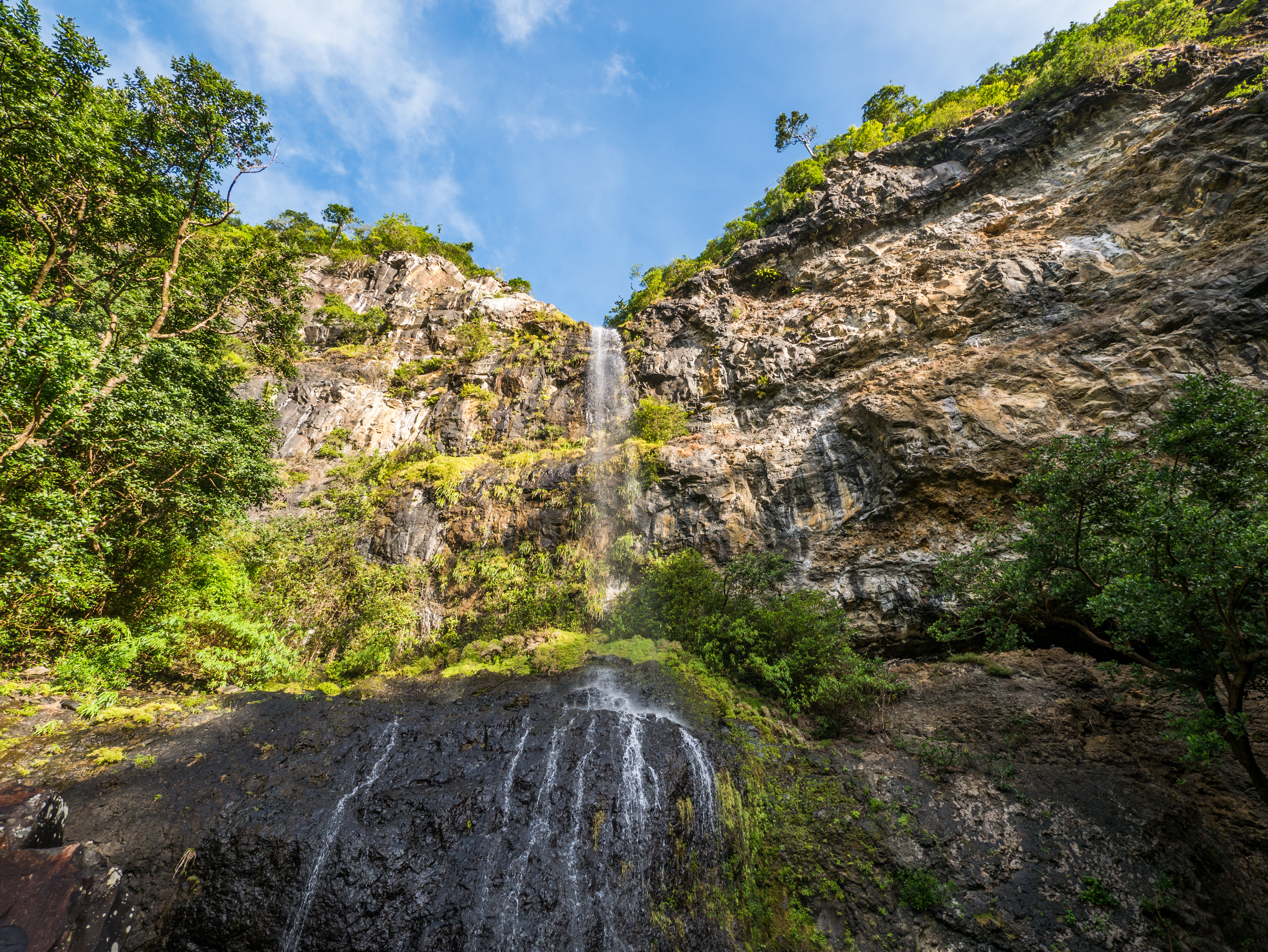
Гірська ущелина Блек-Рівер
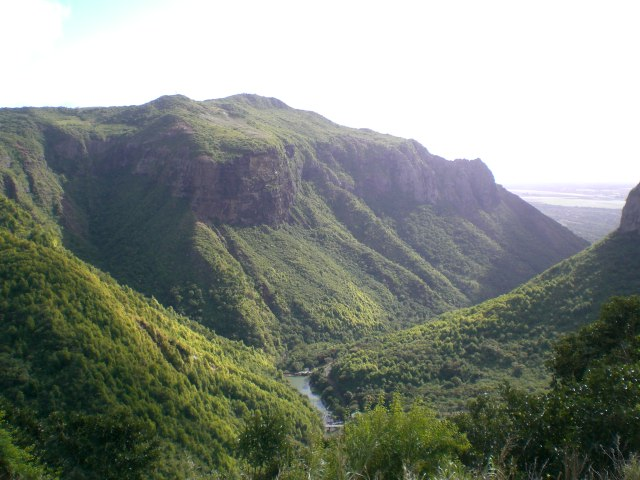
Гори на заході острова
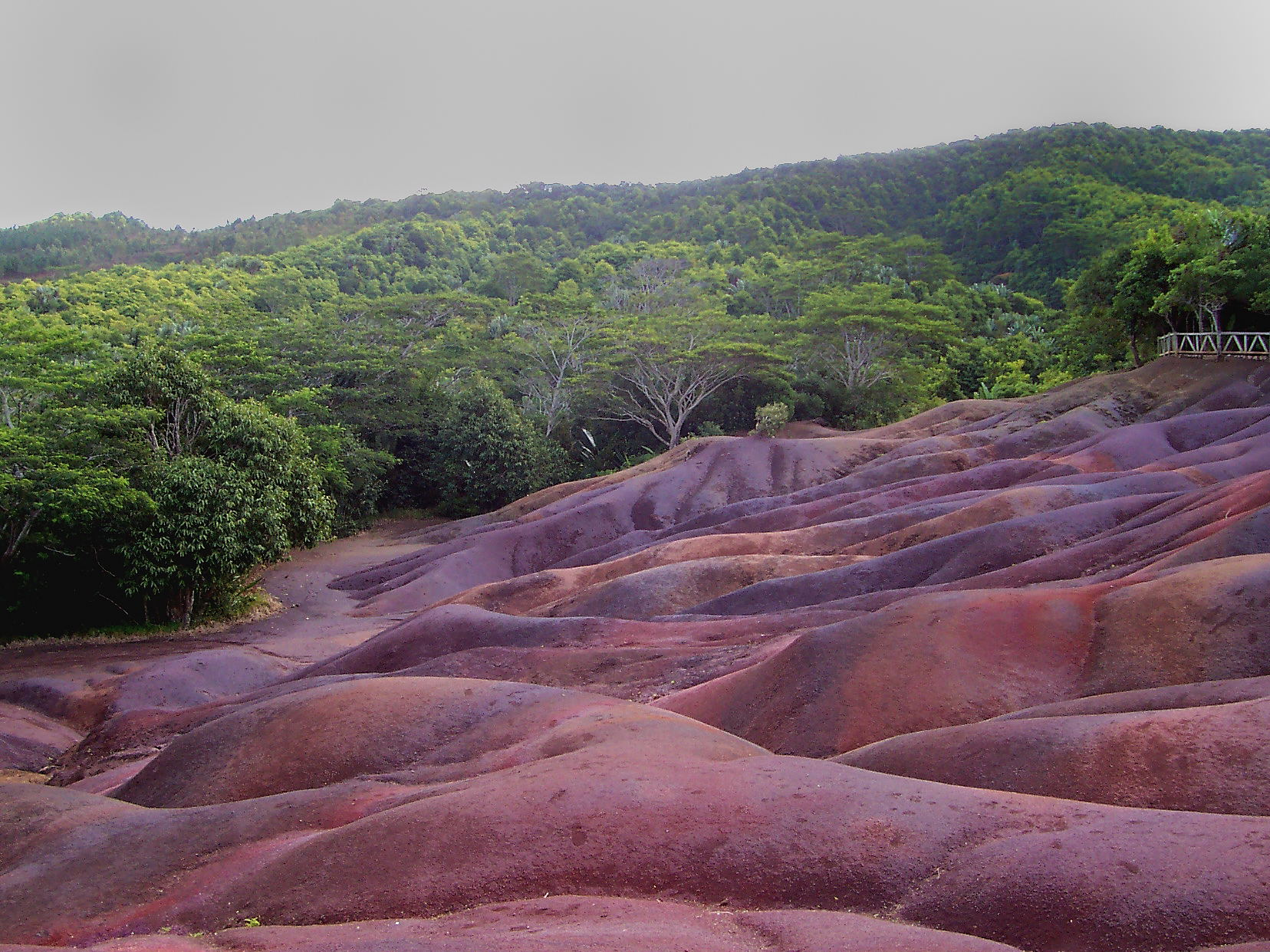
Земля Семи кольорів

### Узбережжя

Узбережжя Маврикію
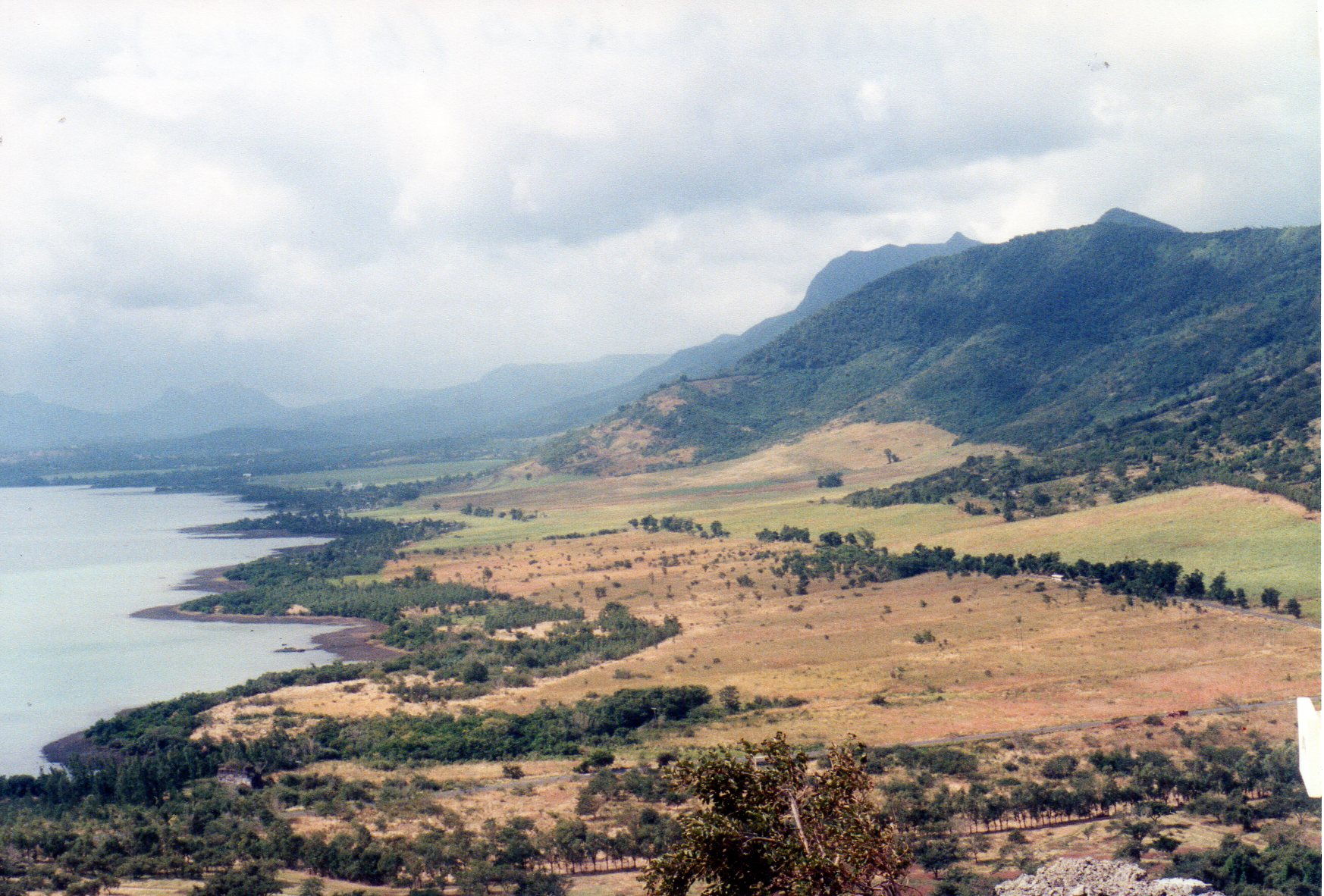
Південний захід
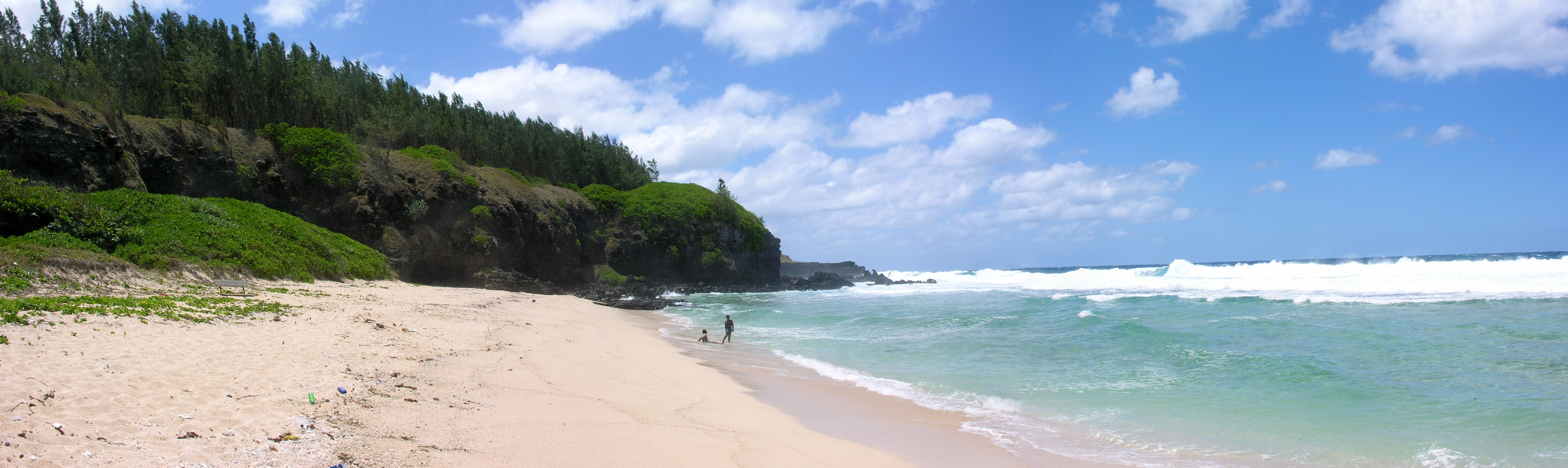
Південь
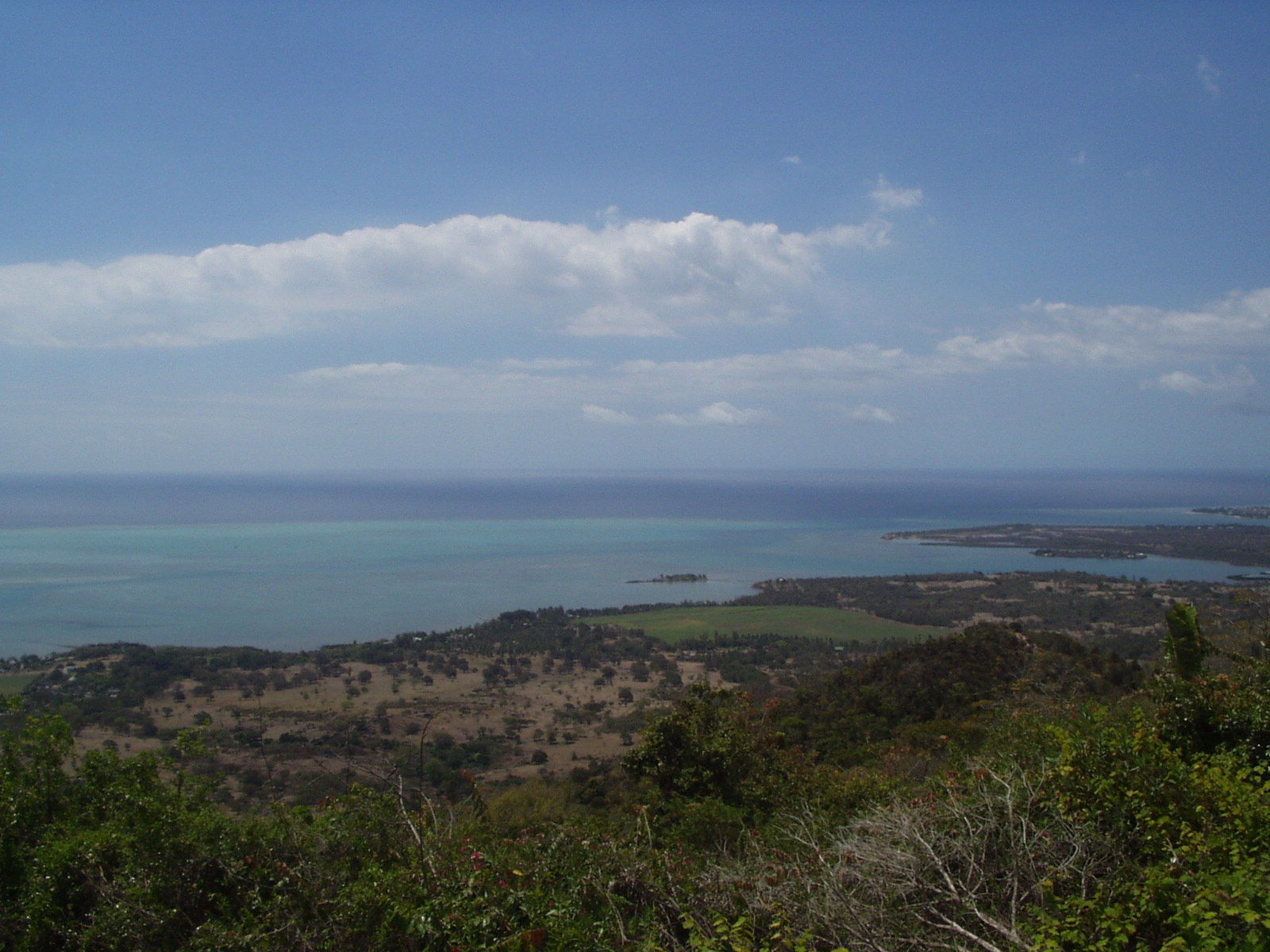
border
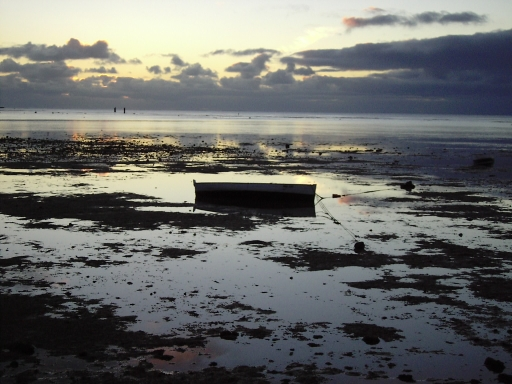
Під час відпливу
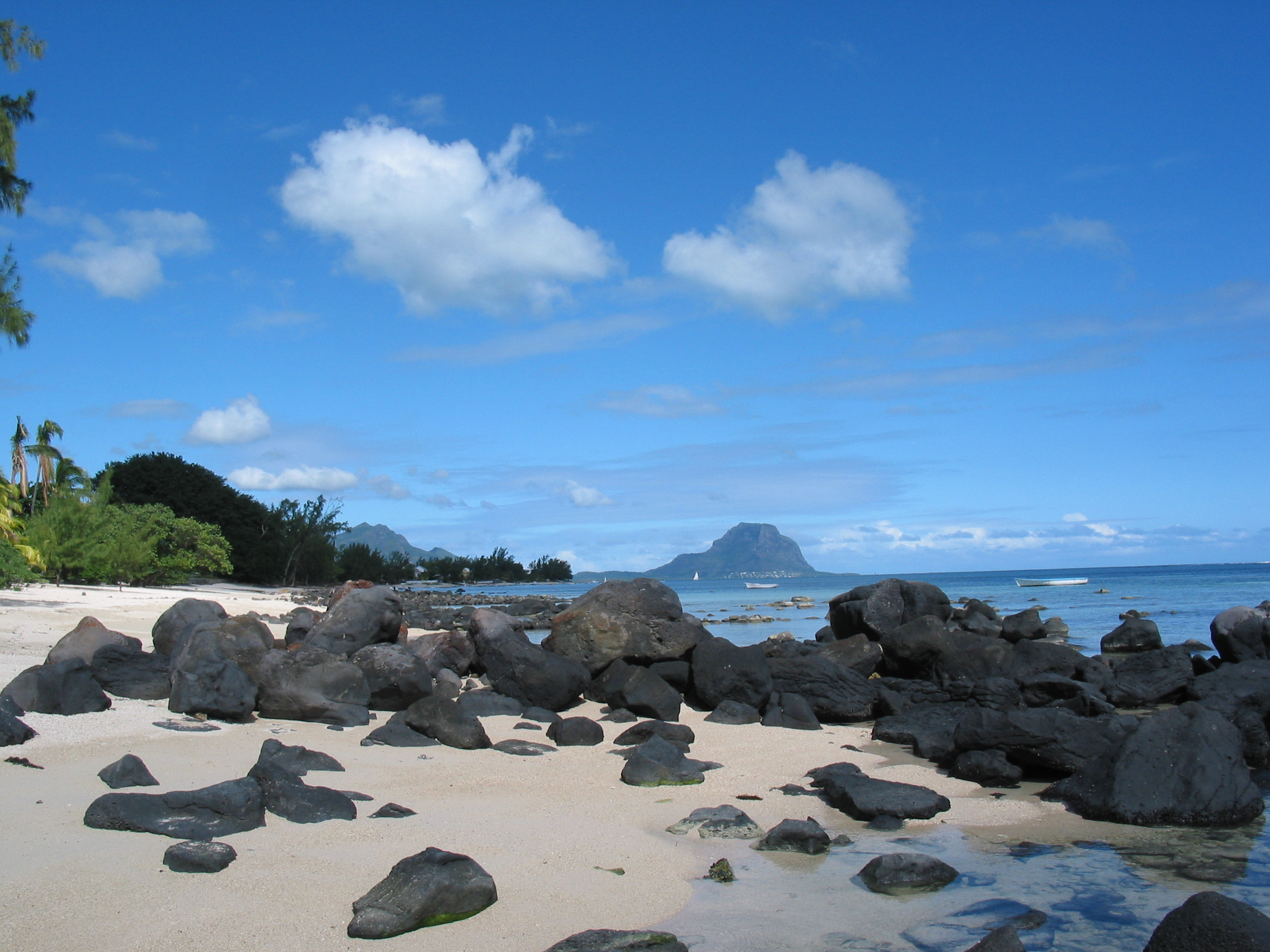
border

### Острови

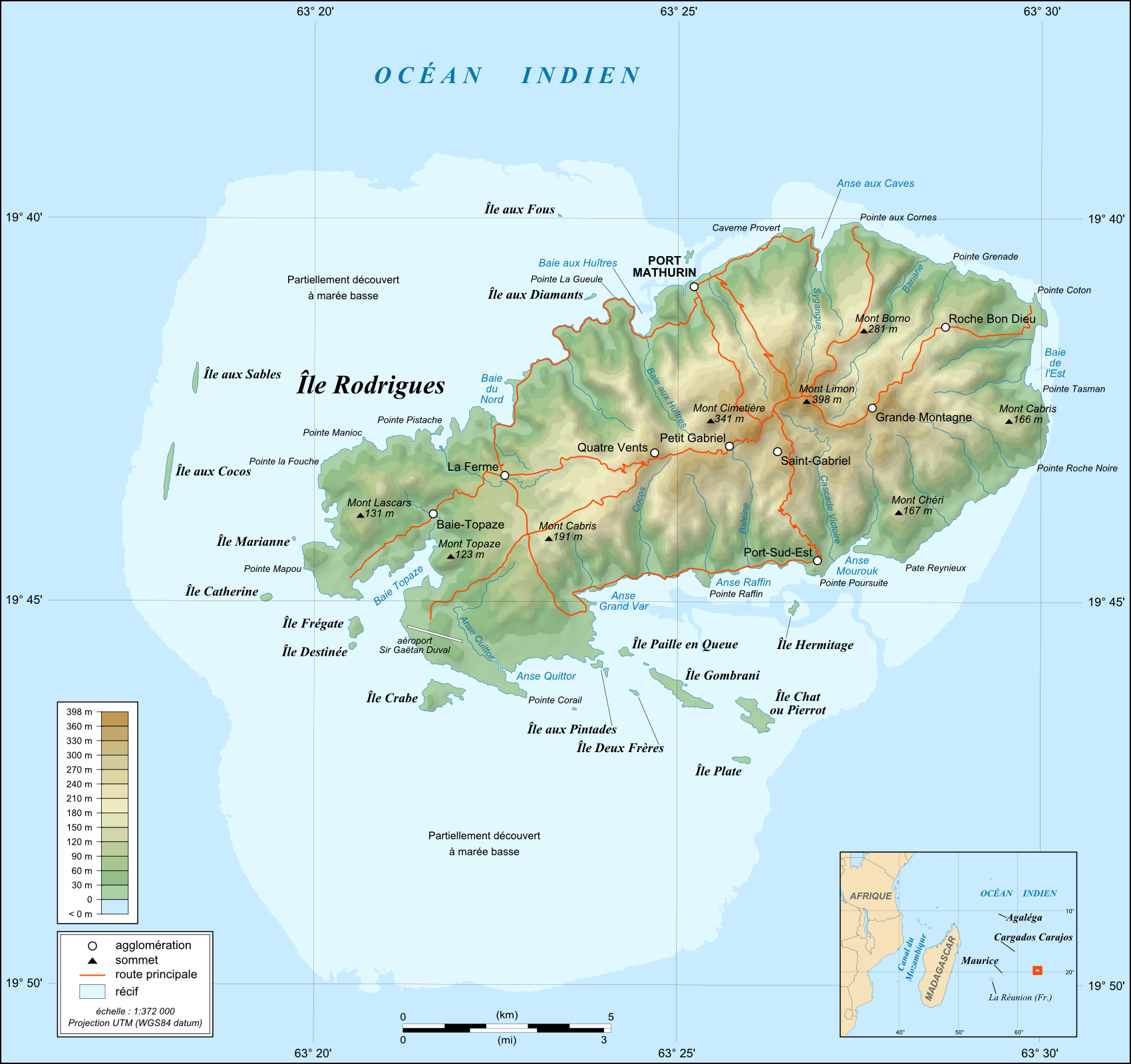
Карта острова Родрігес (фр.)
Карта островів Агалега (англ.)
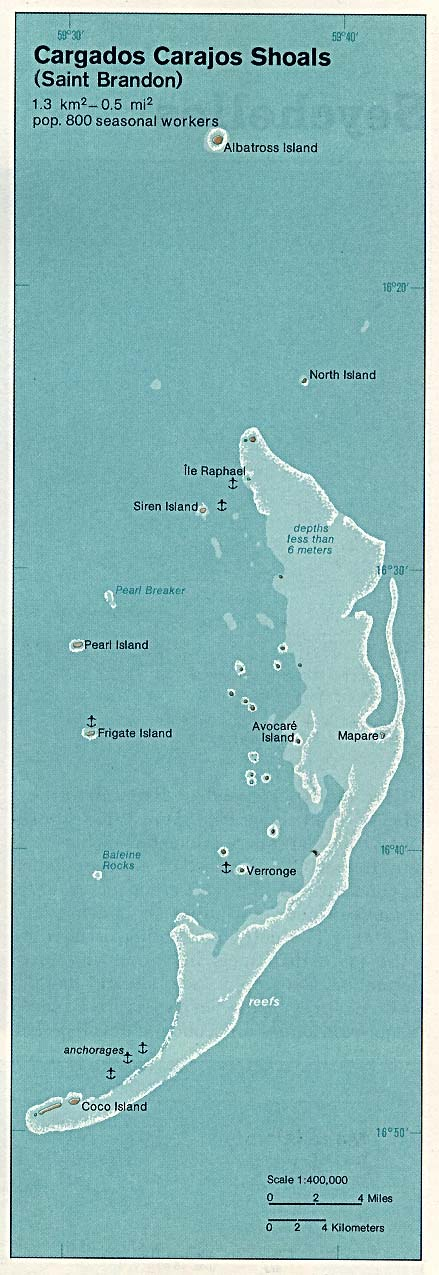
Карта островів Каргадос-Карахос (англ.)
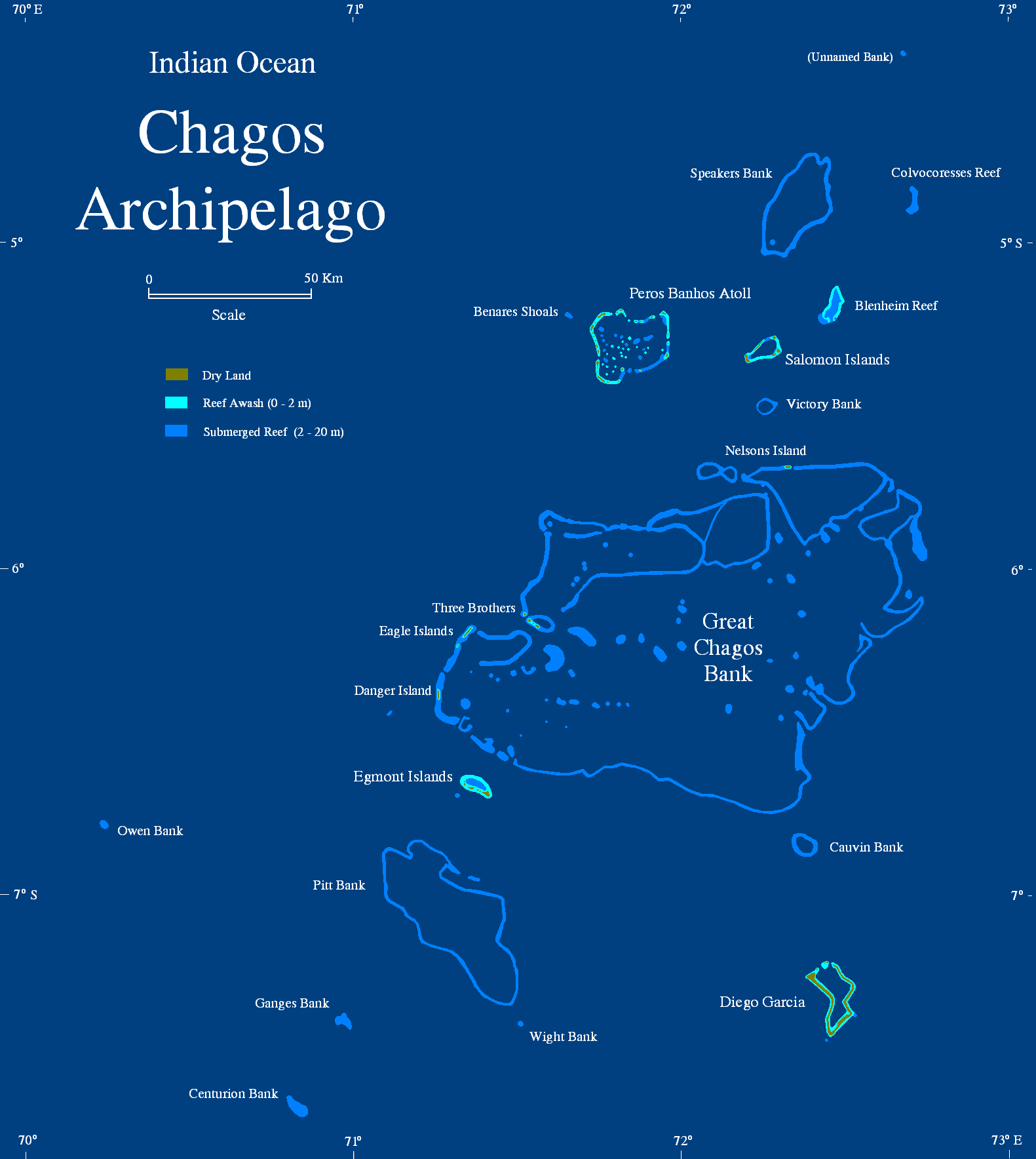
Карта архіпелагу Чагос (англ.)

## Клімат
Територія Маврикію лежить у тропічному кліматичному поясі. Увесь рік панують тропічні повітряні маси. Сезонний хід температури повітря чітко відстежується. Переважають східні пасатні вітри, достатнє зволоження (на підвітряних схилах відчувається значний дефіцит вологи). У теплий сезон з морів та океанів часто надходять тропічні циклони. Вище в горах клімат більш помірний і придатний для життя, саме там розміщується більша частина поселень. Пересічна температура повітря найтеплішого місяця (лютого) +26 °C, найхолоднішого (серпня) + 16 °C. Середньорічна кількість опадів розподілена нерівномірно: від 1 500 мм у гірських районах до 5 000 мм на прибережних рівнинах. У середньому опадів до 3000 мм на рік. Бувають тропічні циклони, переважно з січня по березень. Останні найруйнівніші: Голланда (1994) та Діна (2002).

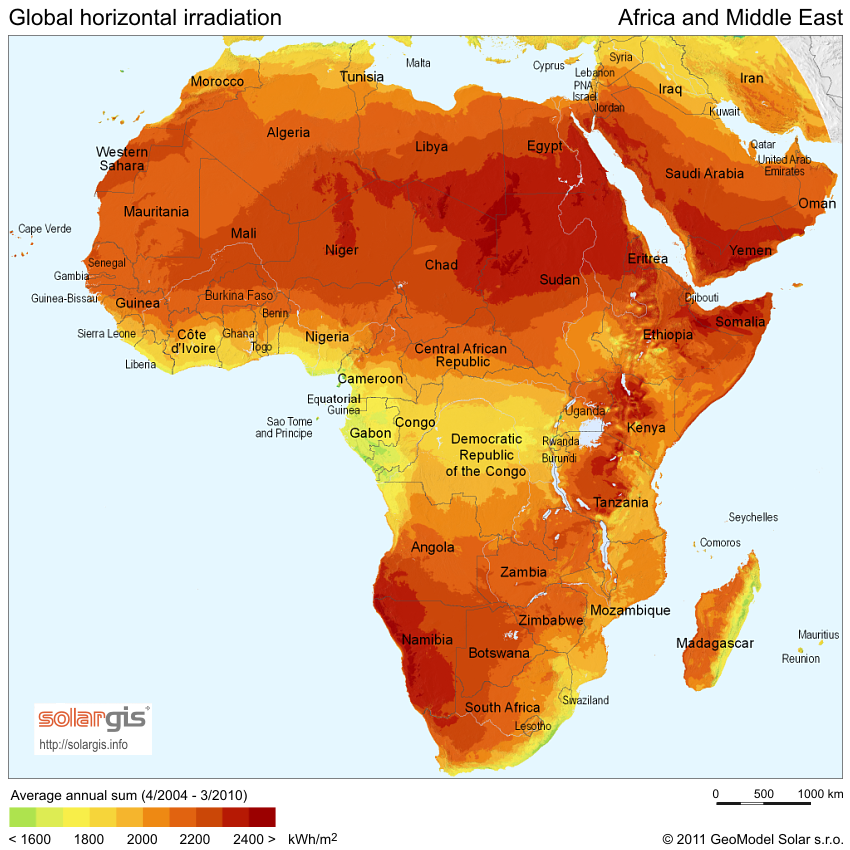
Сонячна радіація (англ.)
Кліматична карта Маврикію (за Кеппеном)Кліматична карта Маврикію (за Кеппеном)
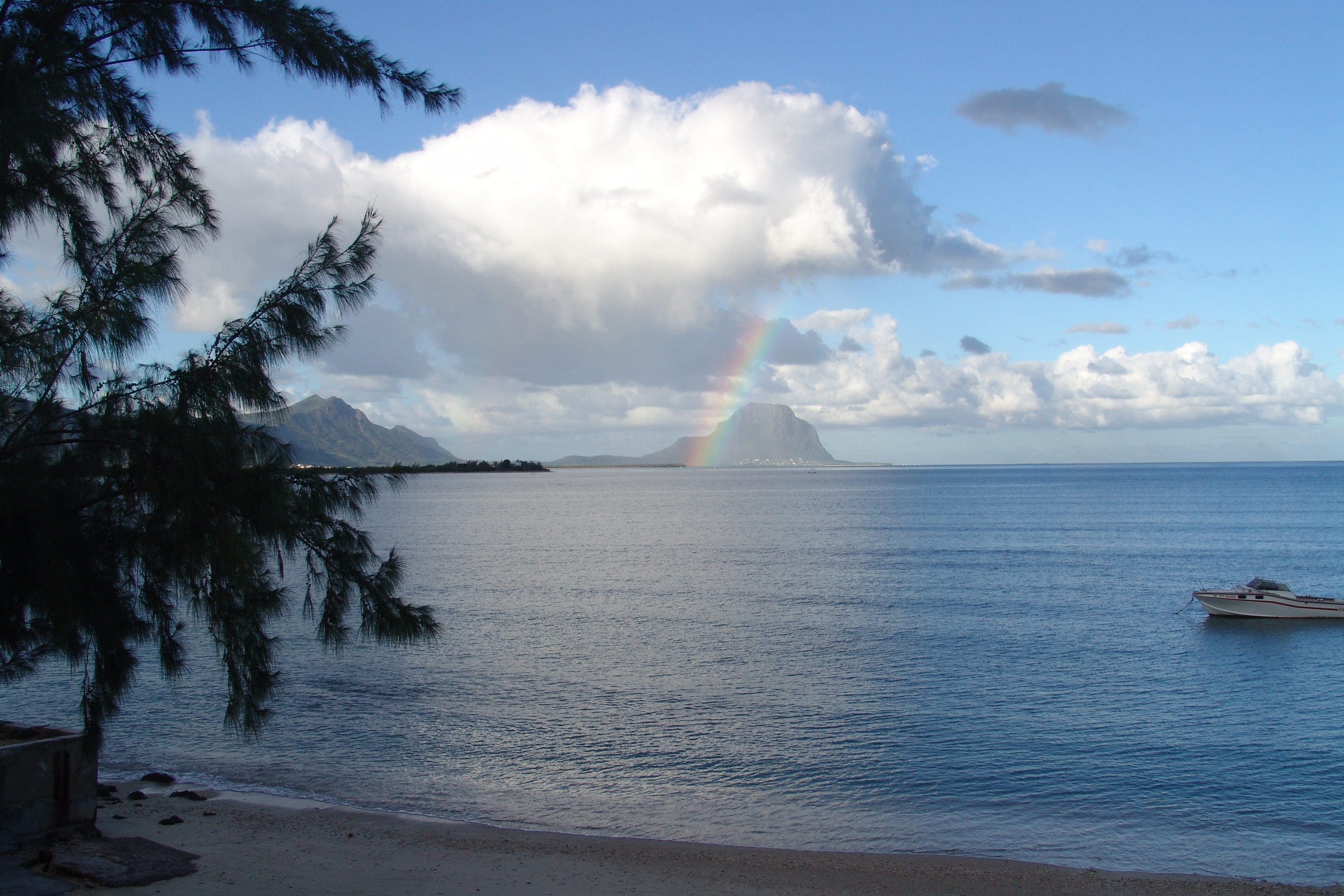
Хмарність над Маврикієм
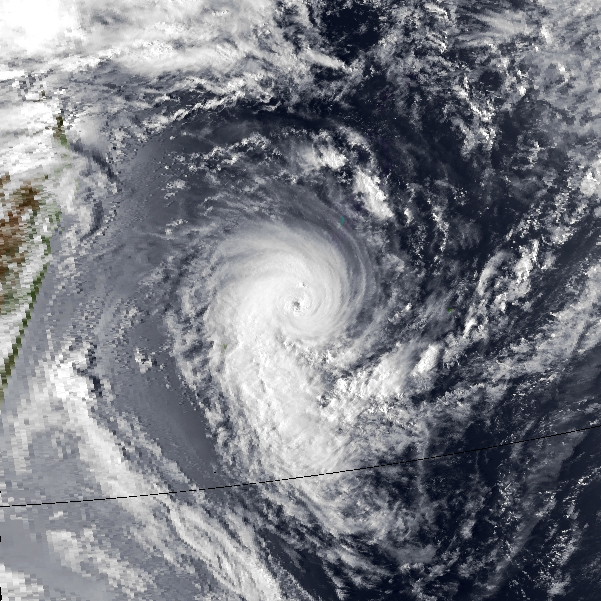
Циклон Голланда з космосу

Маврикій є членом Всесвітньої метеорологічної організації (WMO), в країні ведуться систематичні спостереження за погодою.

## Внутрішні води
Загальні запаси відновлюваних водних ресурсів (ґрунтові і поверхневі прісні води) становлять 2,75 км³. Станом на 2012 рік в країні налічувалось 190 км² зрошуваних земель.

Гідрографічна мережа МаврикіюГідрографічна мережа Маврикію
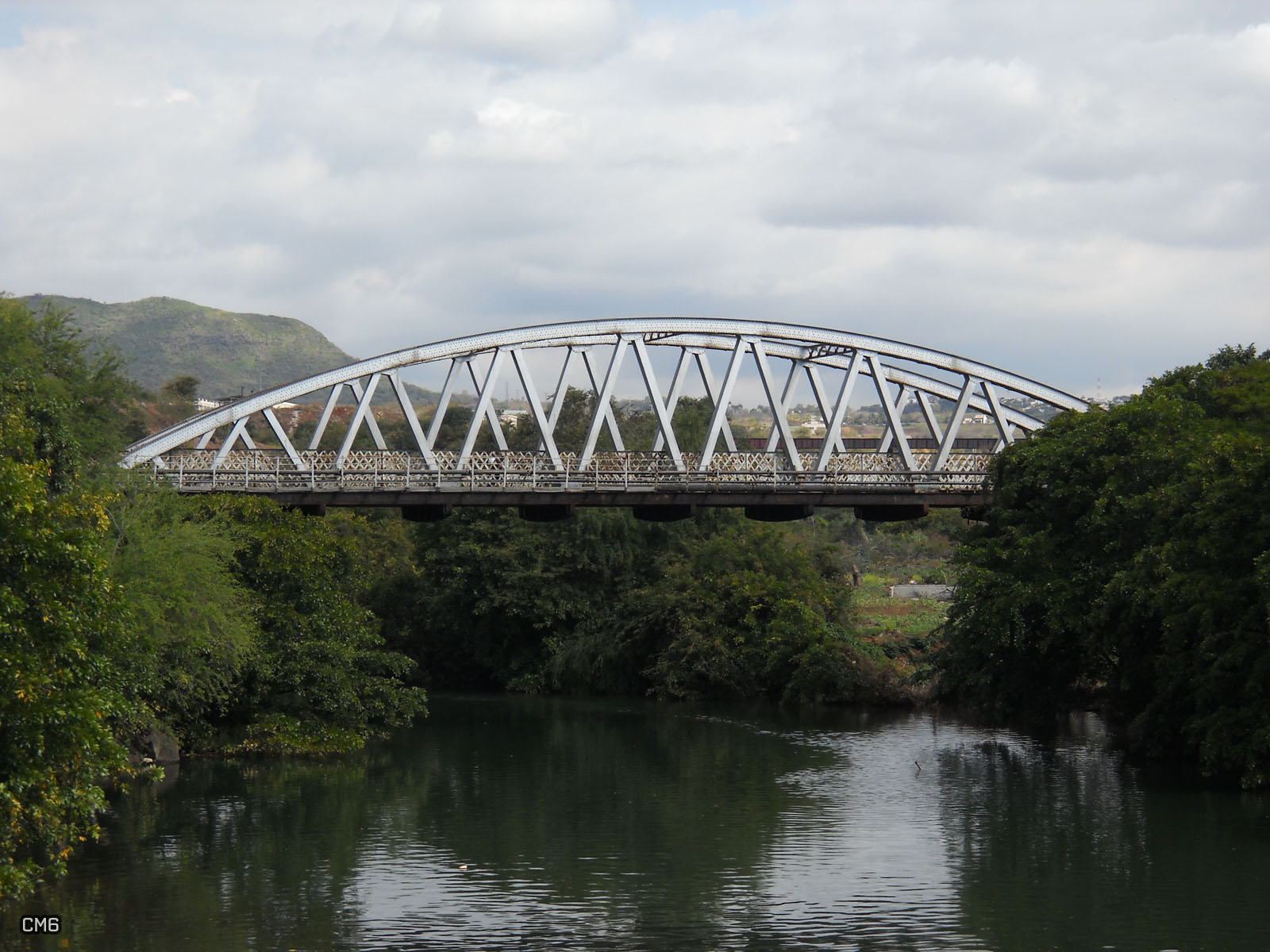
Місток через річку Північно-Західна Гранд-Рівер
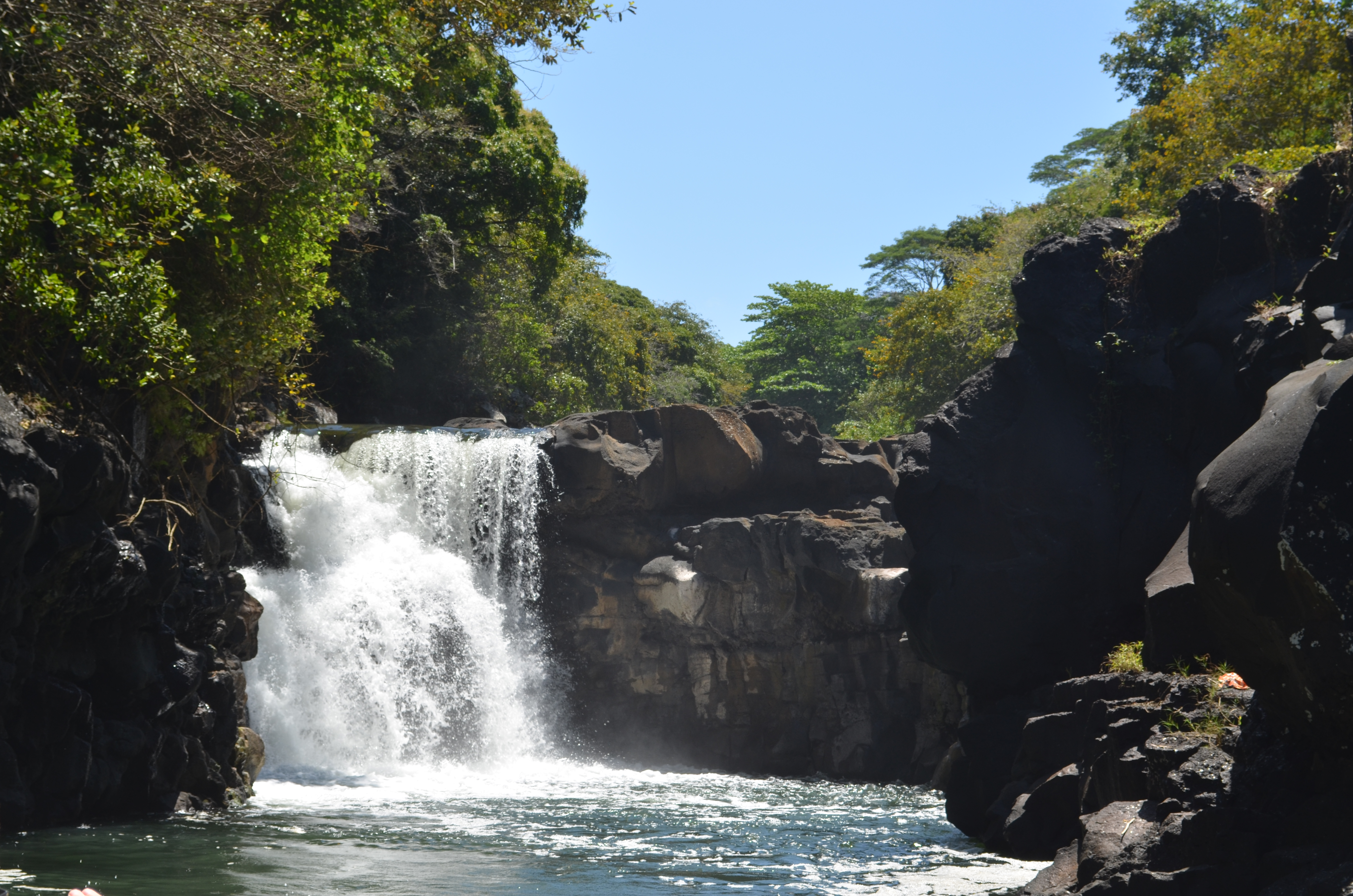
Водоспади на річці Південно-Східна Гранд-Рівер
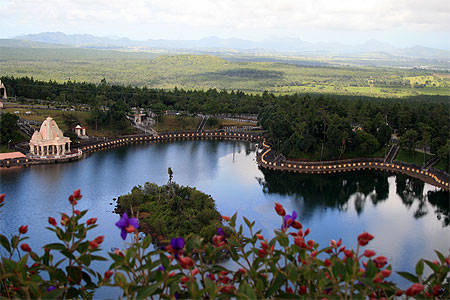
Озеро Ганга-Талао

### Річки
Річки і струмки країни належать басейну Індійського океану. Річки маловодні, але численні (до 100), більшість пересихає влітку, головна — Гранд-Рів'єр (16 км). На заході острова водоспад Шамарель (Тамарін) на річці Сен-Дені (295 м), що має 7 потоків — найвищий на острові.

## Ґрунти
Поширені родючі ґрунти на вулканічних та глиняних породах.

## Рослинність
У горах Маврикію збереглися тропічні ліси з манго, мімози, різних пальм, які ще донедавна займали майже третину острова, а до появи людини в XVI столітті — майже всю територію острова. Добре акліматизувались європейські, африканські та індійські рослини, завезені переселенцями. Плантації цукрової тростини, маніоку, кукурудзи, кави та перцю, рисові чеки.

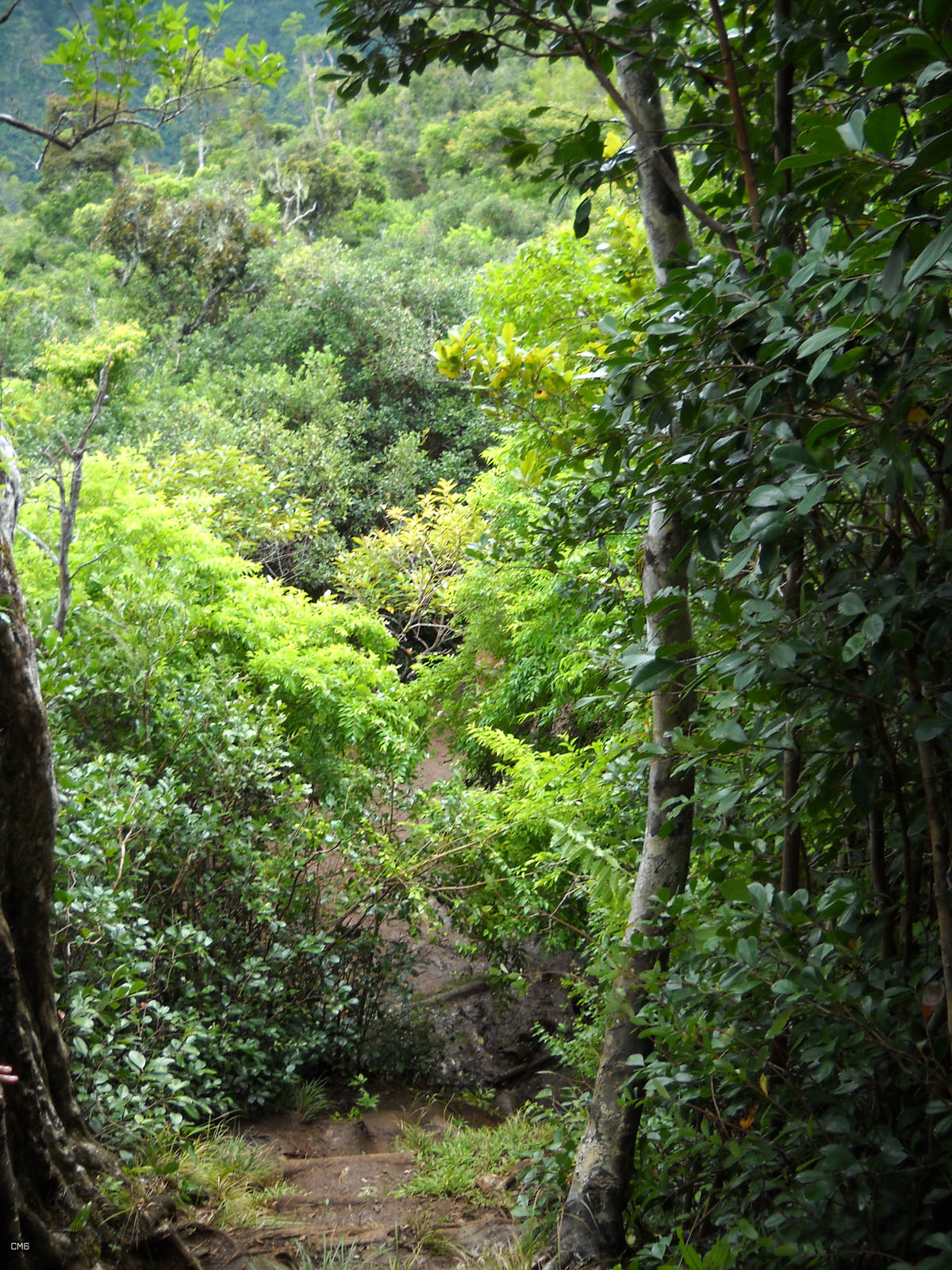
Вологі тропічні ліси
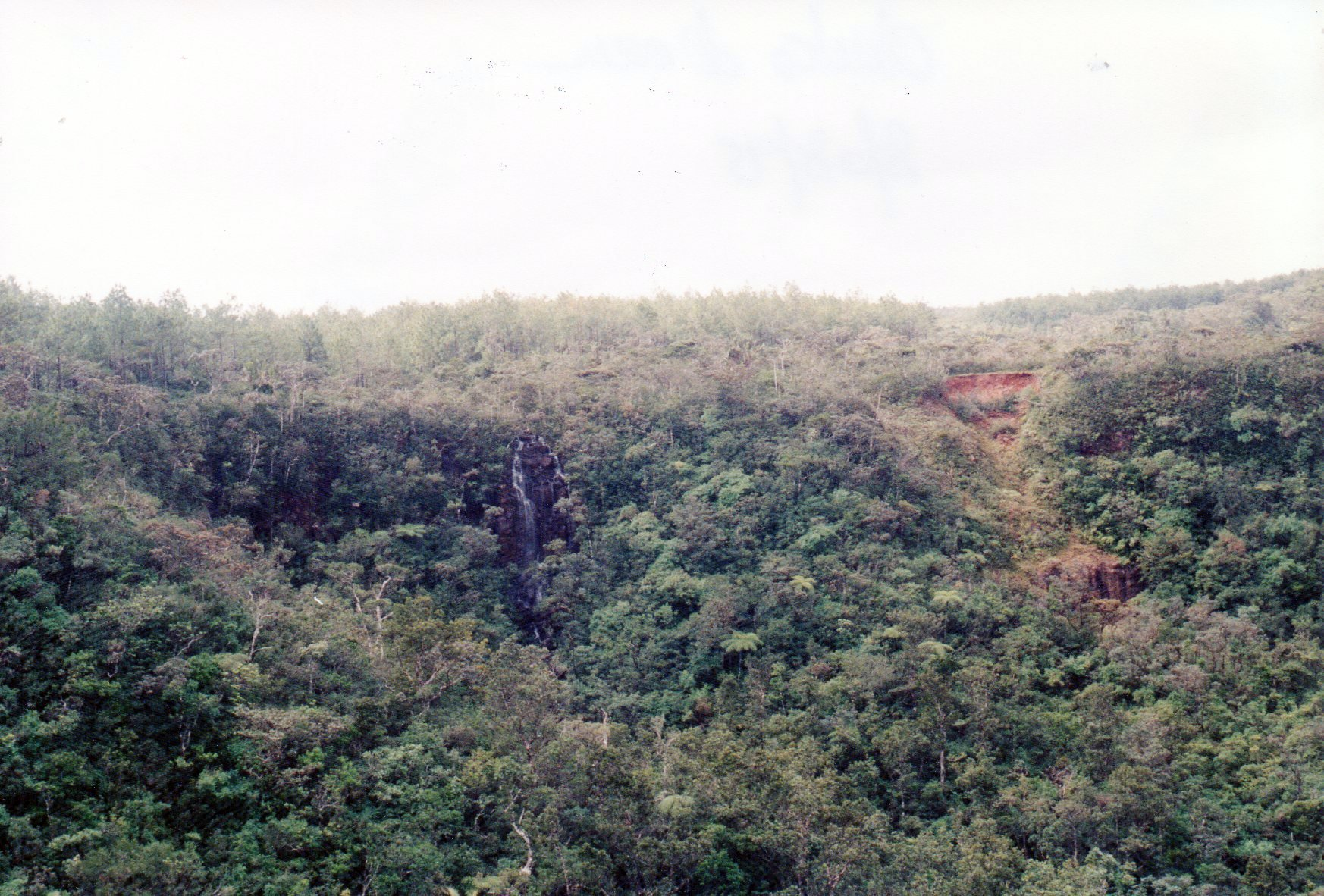
Рослинність гірських схилів
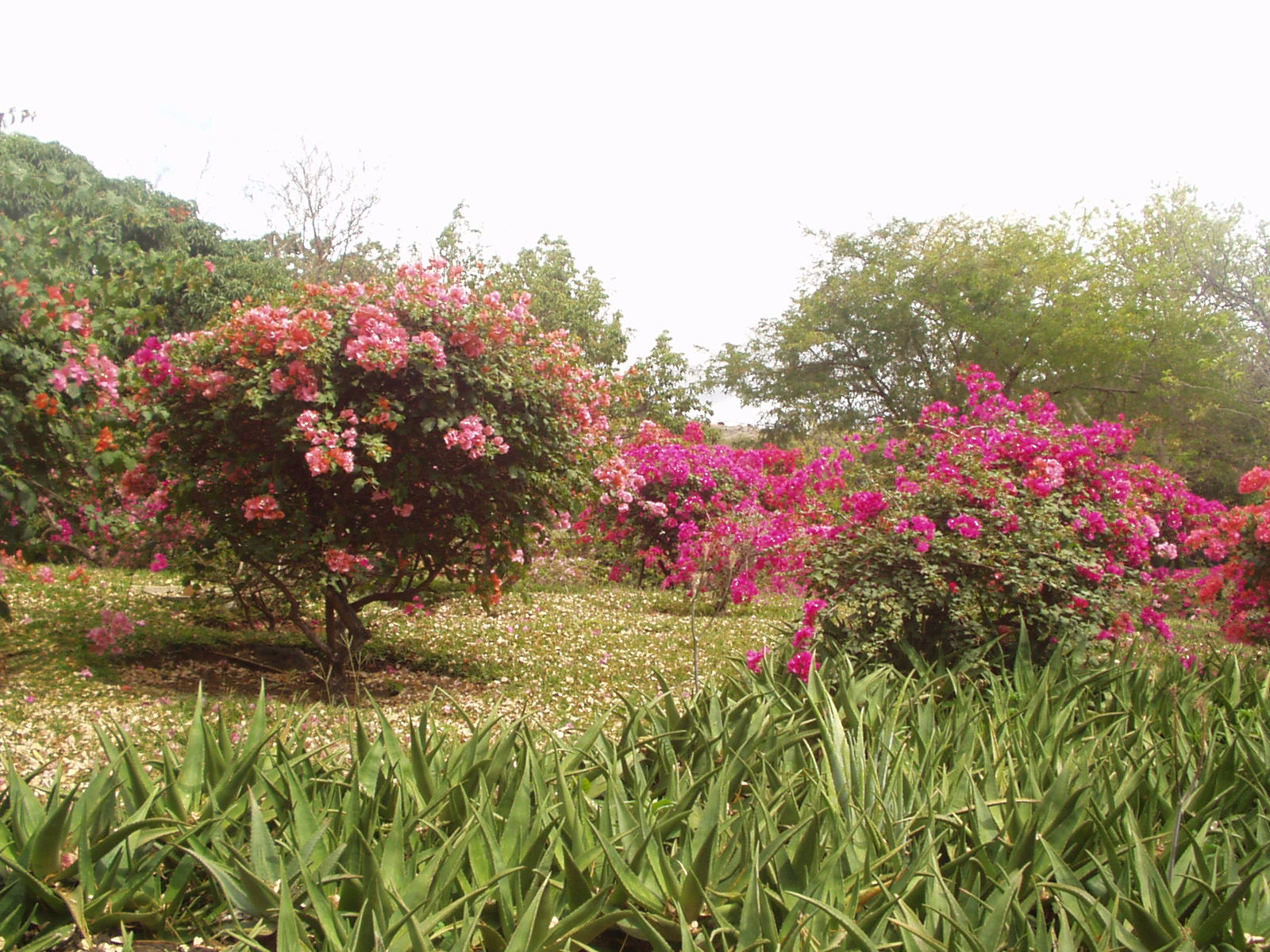
Сади Маврикію
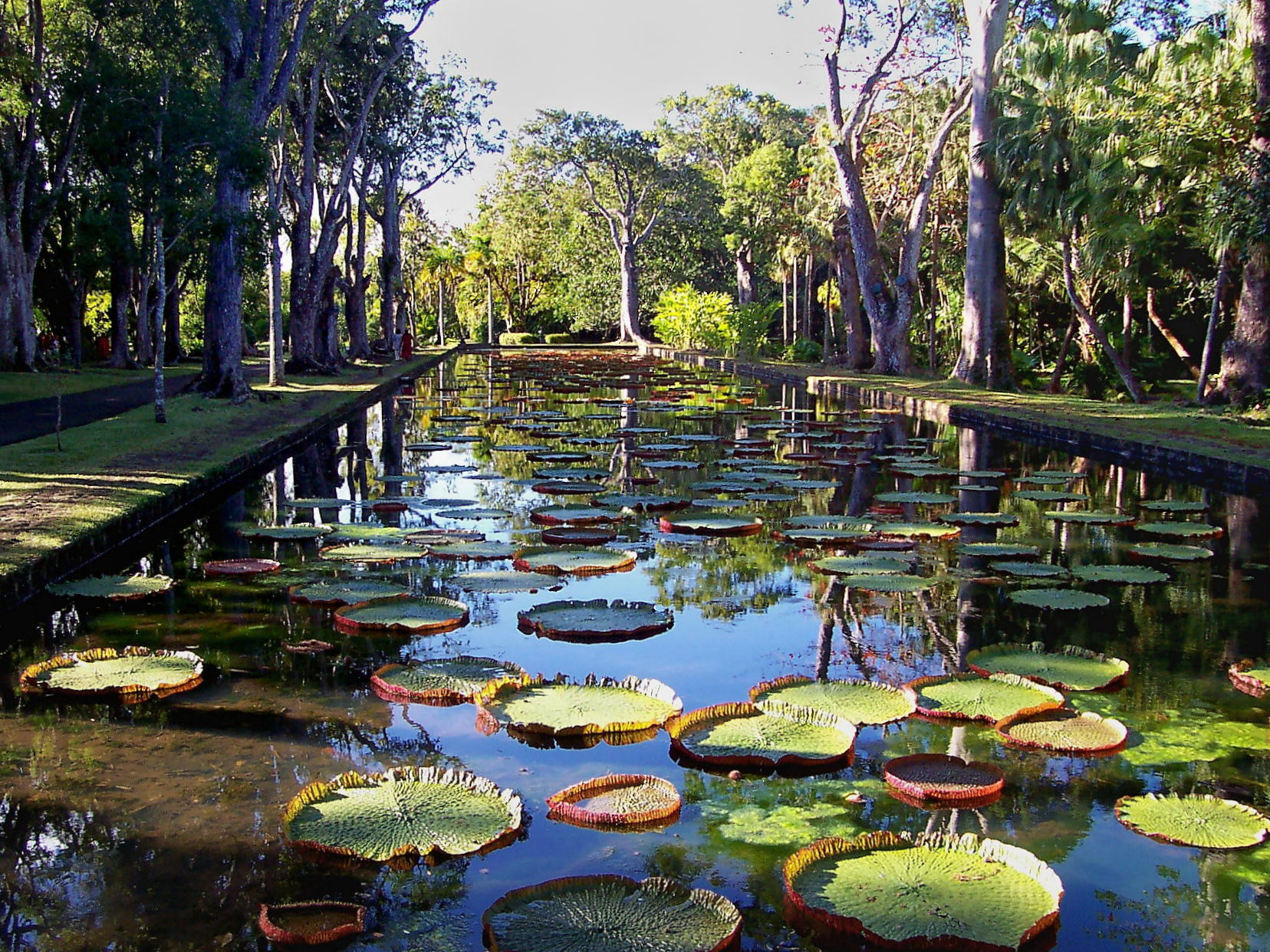
У ботанічному саду

Земельні ресурси Маврикію (оцінка 2011 року):
- придатні для сільськогосподарського обробітку землі — 43,8 %,
  - орні землі — 38,4 %,
  - багаторічні насадження — 2 %,
  - землі, що постійно використовуються під пасовища — 3,4 %;
- землі, зайняті лісами і чагарниками — 17,3 %;
- інше — 38,9 %[1].

## Тваринний світ
У зоогеографічному відношенні територія країни відноситься до Мадагаскарської підобласті Ефіопської області. Маврикій оточений кораловими рифами, біля яких зустрічаються багато видів тропічних риб, в тому числі блакитний і чорний марліни, акули, жовтий тунець, барракуда; водяться і лангусти. Через віддаленість від материка фауна острова не є різноманітною, але представлена значним числом ендемічних видів. Водяться кажани, завезені лемури і мадагаскарські їжаки; змії відсутні, багато черепах і ящірок. Місцеві ендемічні гігантські птахи були знищені людьми або завезеними тваринами: маврикійський блакитний голуб (Alectroenas nitidissima), маврикійський дронт (Raphus cucullatus), маскаренська лиска (Fulica newtonii), великі папуги і рудий маврикійський пастушок (Aphanapterix imperialis). На острові відсутні хижі ссавці.

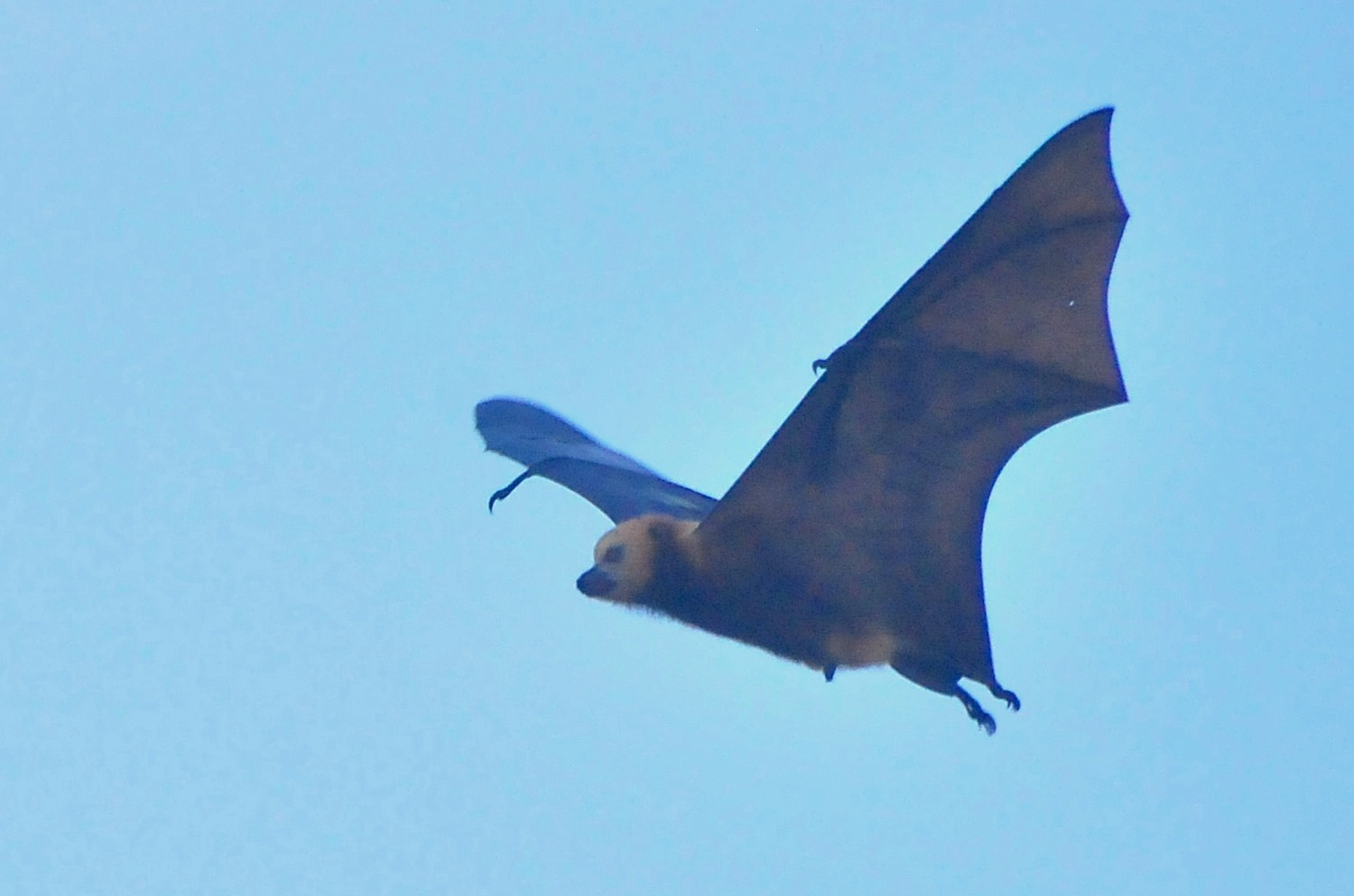
Маврикійський крилан
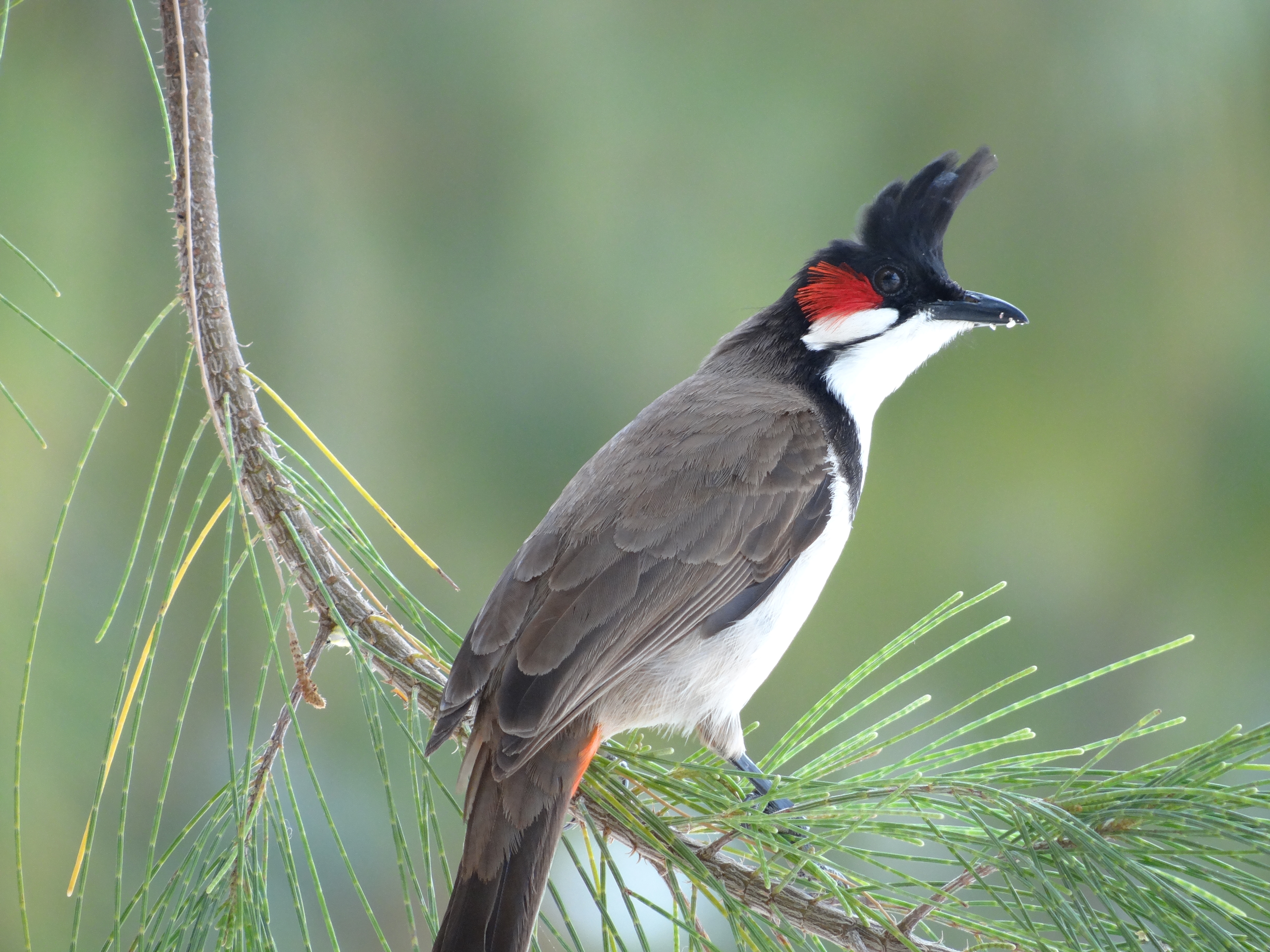
Маврикійський бюльбюль (Pycnonotus jocosus)
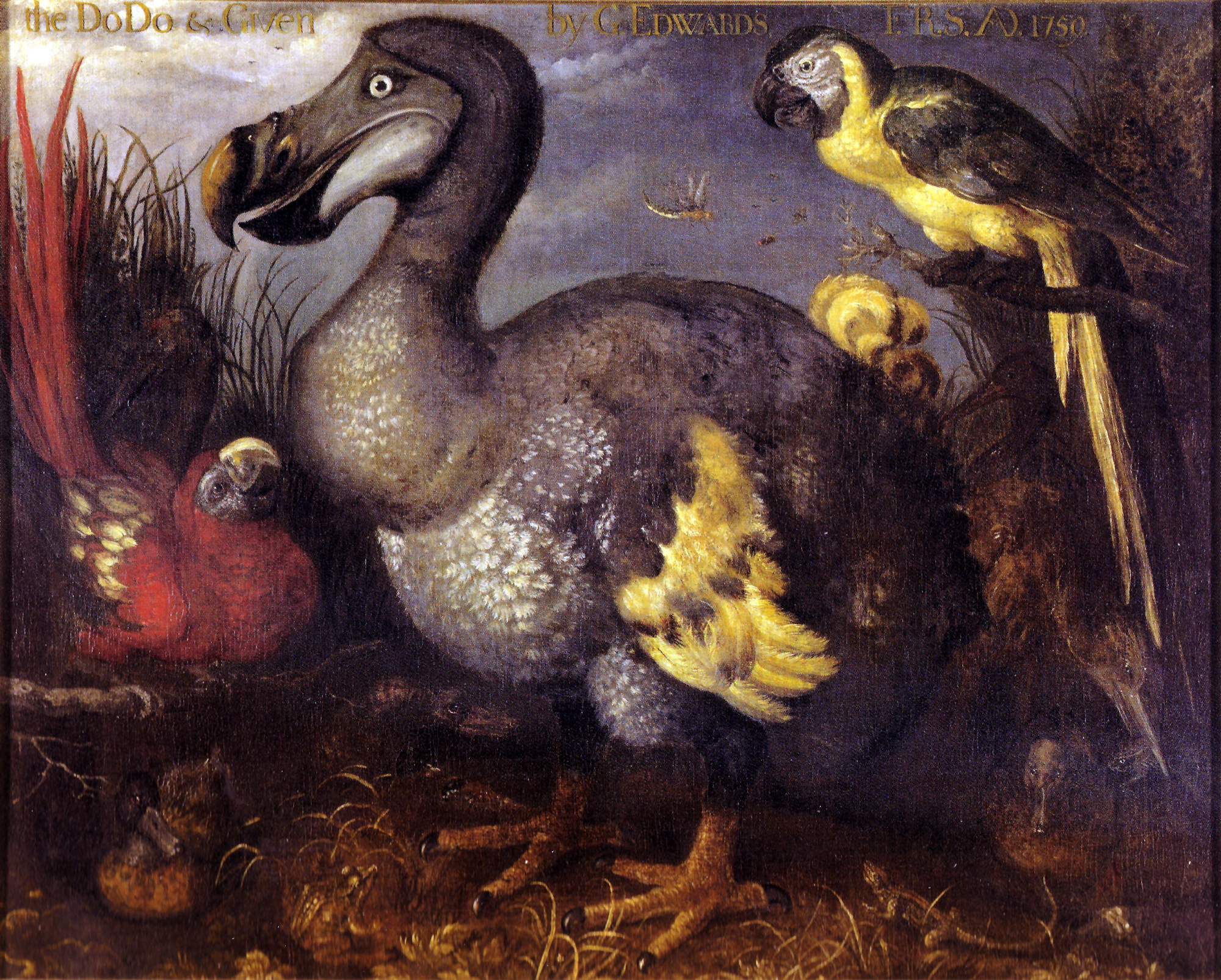
Додо, папуги і рудий пастушок на полотні Руланта Саверея, 1626 рік
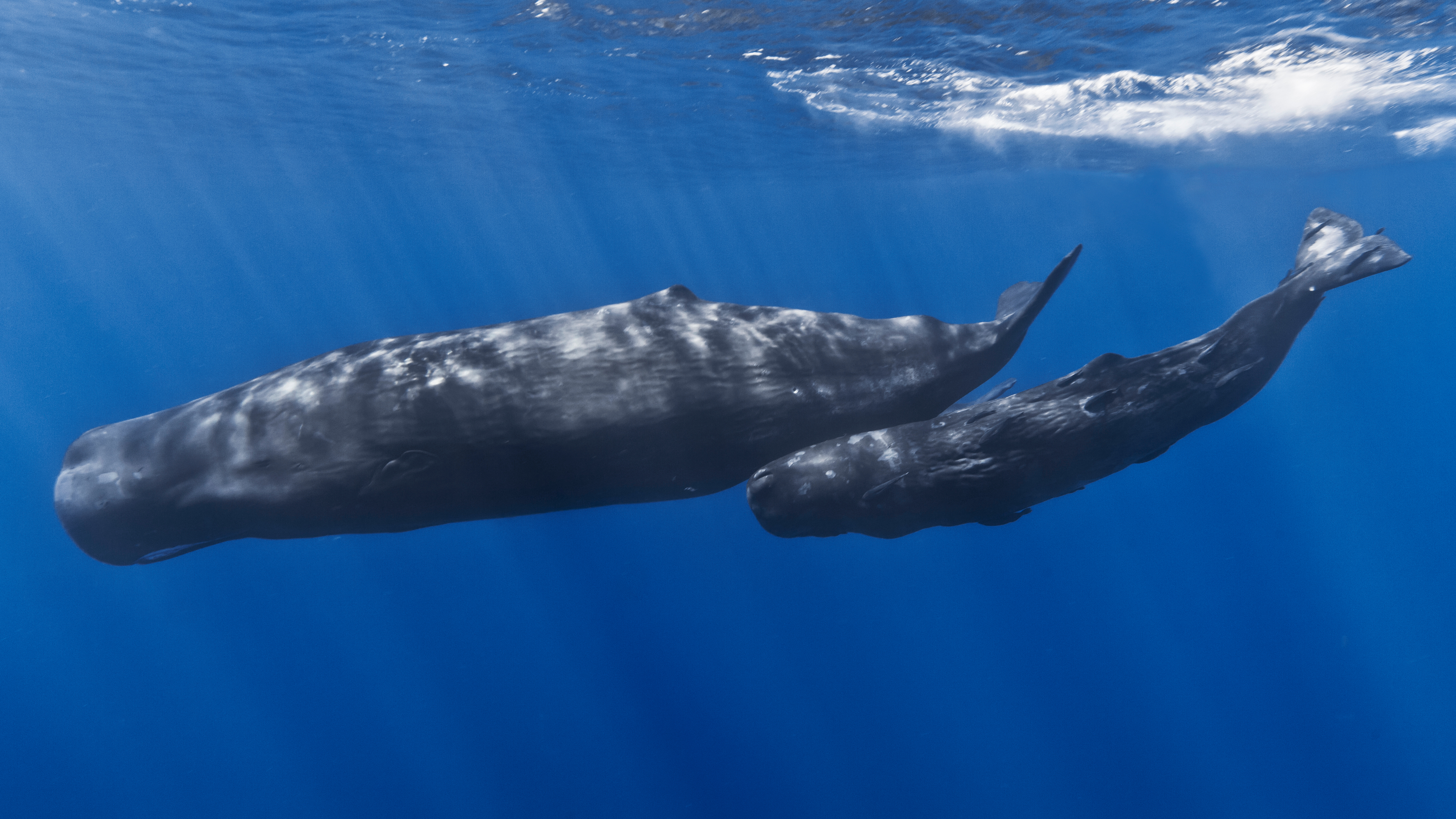
Кашалоти
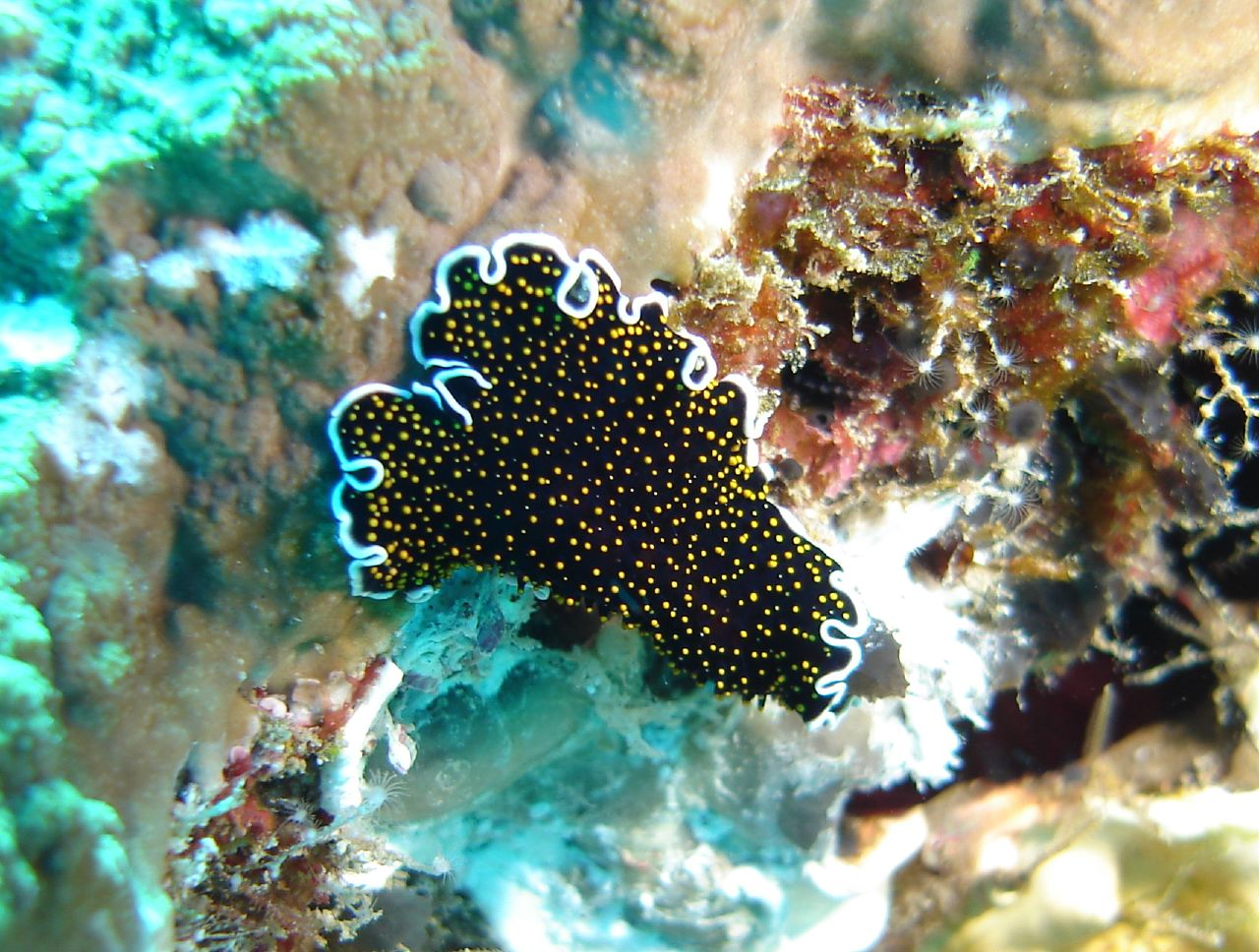
Турбелярія Thysanozoon nigropapillosum на кораловому рифі

## Охорона природи
Маврикій є учасником ряду міжнародних угод з охорони навколишнього середовища:
- Конвенції про збереження морських живих ресурсів Антарктики,
- Конвенції про біологічне різноманіття (CBD),
- Рамкової конвенції ООН про зміну клімату (UNFCCC),
- Кіотського протоколу до Рамкової конвенції,
- Конвенції ООН зборотьби з спустелюванням (UNCCD),
- Конвенції про міжнародну торгівлю видами дикої фауни і флори, що перебувають під загрозою зникнення (CITES),
- Конвенції про заборону військового впливу на природне середовище (ENMOD),
- Базельської конвенції протидії транскордонному переміщенню небезпечних відходів,
- Конвенції з міжнародного морського права,
- Конвенції з охорони морських живих ресурсів,
- Монреальського протоколу з охорони озонового шару,
- Міжнародної конвенції запобігання забрудненню з суден (MARPOL),
- Рамсарської конвенції із захисту водно-болотних угідь[16].

## Стихійні лиха та екологічні проблеми
На території країни спостерігаються небезпечні природні явища і стихійні лиха: тропічні циклони з листопада по квітень; острів лежить в оточенні коралових рифів, що може становити загрозу судноплавству.
Серед екологічних проблем варто відзначити забруднення вод, руйнування коралових рифів.
25 липня 2020 року близ Маврикію сів на мілину танкер «Wakashio», що перевозив 4 тис. тонн нафтопродуктів. 20 членів екіпажу було евакуйовано, а 6 серпня через появу тріщин у корпусі судна до океану почався вилив нафтопродуктів. Місце витоку розташоване неподалік від двох заповідних зон. 8 серпня влада острову оголосила про надзвичайний екологічний стан у країні. 9 серпня прем'єр-міністр Маврикію Правінд Джагнот звернувся до уряду Франції за допомогою, пояснивши, що острів не має можливостей самостійно прибрати корабель та ліквідувати розлив нафтопродуктів.

## Фізико-географічне районування
У фізико-географічному відношенні територію Маврикію можна розділити на _ райони, що відрізняються один від одного рельєфом, кліматом, рослинним покривом.

### Українською
- Атлас світу / голов. ред. І. С. Руденко ; зав. ред. В. В. Радченко ; відп. ред. О. В. Вакуленко. — К. : ДНВП «Картографія», 2005. — 336 с. — ISBN 9666315467.
- Атлас. 7 клас. Географія материків і океанів / Укладачі О. Я. Скуратович, Н. І. Чанцева. — К. : ДНВП «Картографія», 2014.
- Бєлозоров С. Т. Африка : фізико-географічний нарис. — вид. 2-ге, перероб. і доп. — К. : Радянська школа, 1957. — 232 с.
- Барановська О. В. Фізична географія материків і океанів : навч. посіб. для студентів ВНЗ : [у 2 ч.]. — Н. : Ніжинський державний університет ім. Миколи Гоголя, 2013. — 306 с. — ISBN 978-617-527-106-3.
- Африка // Гірничий енциклопедичний словник : [у 3-х тт.] / за ред. В. С. Білецького. — Д. : Східний видавничий дім, 2004. — Т. 3. — 752 с. — ISBN 966-7804-78-X.
- Костів Л. Я. Фізична географія материків і океанів. Африка : навч.-метод. посібник. — Л. : Видавничий центр ЛНУ імені Івана Франка, 2017. — 184 с. — ISBN 978-617-10-0374-3.
- Панасенко Б. Д. Фізична географія материків : навч. посіб. : в 2 ч. — В. : ЕкоБізнесЦентр, 1999. — 200 с.
- Юрківський В. М. Регіональна економічна і соціальна географія. Зарубіжні країни: Підручник. — 2-ге. — К. : Либідь, 2001. — 416 с. — ISBN 966-06-0092-5.

### Англійською
- (англ.) Graham Bateman. The Encyclopedia of World Geography. — Andromeda, 2002. — 288 с. — ISBN 1871869587.

### Російською
- (рос.) Авакян А. Б., Салтанкин В. П., Шарапов В. А. Водохранилища. — М. : Мысль, 1987. — 326 с. — (Природа мира)
- (рос.) Алисов Б. П., Берлин И. А., Михель В. М. Курс климатологии [в 3-х тт.] / под. ред. Е. С. Рубинштейна. — Л. : Гидрометиздат, 1954. — Т. 3. Климаты земного шара. — 320 с.
- (рос.) Апродов В. А. Вулканы. — М. : Мысль, 1982. — 368 с. — (Природа мира)
- (рос.) Апродов В. А. Зоны землетрясений. — М. : Мысль, 2010. — 462 с. — (Природа мира) — ISBN 978-5-244-01122-7.
- (рос.) Маврикий // Африка: энциклопедический справочник [в 2-х тт.] / гл. ред. А. А. Громыко. — М. : Советская энциклопедия, 1986. — Т. 2. К-Я. — 671 с.
- (рос.) Браун Л. Африка. — М. : Прогресс, 1976. — 288 с. — (Континенты, на которых мы живем)
- (рос.) Букштынов А. Д., Грошев Б. И., Крылов Г. В. Леса. — М. : Мысль, 1981. — 316 с. — (Природа мира)
- (рос.) Власова Т. В. Физическая география материков. С прилегающими частями океанов. Южная Америка, Африка, Австралия и Океания, Антарктида. — 4-е, перераб. — М. : Просвещение, 1986. — 269 с.
- (рос.) Гвоздецкий Н. А., Голубчиков Ю. Н. Горы. — М. : Мысль, 1987. — 400 с. — (Природа мира)
- (рос.) Гвоздецкий Н. А. Карст. — М. : Мысль, 1981. — 214 с. — (Природа мира)
- (рос.) Географический энциклопедический словарь: географические названия / под. ред. А. Ф. Трёшникова. — 2-е изд., доп. — М. : Советская энциклопедия, 1989. — 585 с. — ISBN 5-85270-057-6.
- (рос.) Исаченко А. Г., Шляпников А. А. Ландшафты. — М. : Мысль, 1989. — 504 с. — (Природа мира) — ISBN 5-244-00177-9.
- (рос.) Каплин П. А., Леонтьев О. К., Лукьянова С. А., Никифоров Л. Г. Берега. — М. : Мысль, 1991. — 480 с. — (Природа мира) — ISBN 5-244-00449-2.
- (рос.) Словарь современных географических названий / под общей редакцией акад. В. М. Котлякова. — Екатеринбург : У-Фактория, 2006.
- (рос.) Литвин В. М., Лымарев В. И. Острова. — М. : Мысль, 2010. — 288 с. — (Природа мира) — ISBN 978-5-244-01129-6.
- (рос.) Лобова Е. В., Хабаров А. В. Почвы. — М. : Мысль, 1983. — 304 с. — (Природа мира)
- (рос.) Максаковский В. П. Географическая картина мира. Книга I: Общая характеристика мира. — М. : Дрофа, 2008. — 495 с. — ISBN 978-5-358-05275-8.
- (рос.) Максаковский В. П. Географическая картина мира. Книга II: Региональная характеристика мира. — М. : Дрофа, 2009. — 480 с. — ISBN 978-5-358-06280-1.
- (рос.) Поспелов Е. М. Географические названия мира: Топонимический словарь. — М. : АСТ, 2005.
- (рос.) Маврикий // Страны Африки. Политико-экономический справочник / ред. В. Солодовников, В. Румянцев. — М. : Издательство политической литературы, 1969. — 318 с.
- Маврикий. Затерянный в Индийском океане // Золотой Глобус. — М. : Де Агостини, 2011. — № 87. — ISSN 1997-3268.
- (рос.) Физико-географический атлас мира. — М. : Академия наук СССР и Главное управление геодезии и картографии ГУГК СССР, 1964. — 298 с.
- (рос.) Энциклопедия стран мира / глав. ред. Н. А. Симония. — М. : НПО «Экономика» РАН, отделение общественных наук, 2004. — 1319 с. — ISBN 5-282-02318-0.